# Nati il 1º gennaio

## XIV secolo(1)
- 1390 - Dietrich di Oldenburg, nobile tedesco († 1440)

## XV secolo(10)
- 1405 - Leonardo Mansueti, umanista italiano († 1480)
- 1409 - Giovanni Antonio da Faye, storiografo e poeta italiano († 1470)
- 1424 - Ludovico IV del Palatinato, nobile tedesco († 1449)
- 1431 - Papa Alessandro VI, papa, vescovo e cardinale spagnolo († 1503)
- 1442 - Margherita di Baviera, principessa († 1479)
- 1449 - Lorenzo de' Medici, politico, nobile e mecenate italiano († 1492)
- 1467 - Sigismondo I Jagellone, re († 1548)
- 1484 - Ulrico Zwingli, teologo e militare svizzero († 1531)
- 1488 - Magnus I di Sassonia-Lauenburg, duca († 1543)
- 1493 - Pargali Ibrahim Pascià, funzionario ottomano († 1536)

## XVI secolo(19)
- 1504 - Gaspare Crucigero, teologo tedesco († 1548)
- 1507 - Anna di Brandeburgo, principessa († 1567)
- 1511 - Enrico, duca di Cornovaglia, duca britannico († 1511)
- 1516 - Margherita Leijonhufvud, regina svedese († 1551)
- 1520 - François Baudouin, giurista, teologo e umanista francese († 1573)
- 1525 - Paolo Morigia, storico italiano († 1604)
- 1526 - Luigi Bertrando, religioso e missionario spagnolo († 1581)
- 1533 - Ferrante Fornari, giurista italiano († 1603)
- 1536 - Diego de Zúñiga, filosofo spagnolo
- 1541 - Paolo Giordano I Orsini, militare e nobile italiano († 1585)
- 1551 - Fausto Veranzio, letterato, filosofo e storico dalmata († 1617)
- 1554 - Ludovico III di Württemberg, duca tedesco († 1593)
- 1557 - István Bocskai, nobile e condottiero ungherese († 1606)
- 1558 - Giovanni Battista Tinti, pittore italiano († 1604)
- 1559 - Virginia Eriksdotter, nobile svedese († 1633)
- 1570 - Dorotea di Brunswick-Lüneburg, principessa († 1649)
- 1571 - Rutilio Manetti, pittore italiano († 1639)
- 1584 - Lorenzo Magalotti, cardinale e vescovo cattolico italiano († 1637)
- 1586 - Pau Claris i Casademunt, politico spagnolo († 1641)

## XVII secolo(24)
- 1606 - Carlo Augusto di Sales, vescovo cattolico francese († 1660)
- 1614 - Enrico Federico del Palatinato, principe tedesco († 1629)
- 1614 - Luigi Guglielmo I Moncada, nobile, politico e militare italiano († 1672)
- 1614 - Claude Picot, abate francese († 1668)
- 1618 - Bartolomé Esteban Murillo, pittore spagnolo († 1682)
- 1620 - Robert Morison, botanico scozzese († 1683)
- 1624 - Olov Svebilius, arcivescovo svedese († 1700)
- 1632 - Katherine Philips, poetessa, letterata e traduttrice gallese († 1664)
- 1638 - Go-Sai, imperatore giapponese († 1685)
- 1638 - Niccolò Stenone, naturalista, geologo e anatomista danese († 1686)
- 1651 - Jean-Baptiste Santerre, pittore, disegnatore e docente francese († 1717)
- 1655 - Christian Thomasius, giurista e filosofo tedesco († 1728)
- 1660 - Domenico Gagliardi, medico, scrittore e filosofo italiano († 1745)
- 1662 - Pierre Gobert, pittore francese († 1744)
- 1664 - Alvise Pisani, doge († 1741)
- 1674 - Kaikhosro di Cartalia, re († 1711)
- 1677 - François-Joseph de Chancel, drammaturgo e scrittore francese († 1758)
- 1678 - Girolamo Pamphili, IV principe di San Martino al Cimino e Valmontone, principe italiano († 1760)
- 1681 - Karoline von Fuchs-Mollard, contessa austriaca († 1754)
- 1681 - Joseph-François Lafitau, gesuita e scrittore francese († 1746)
- 1685 - Teresa Caterina Lubomirska, principessa polacca († 1712)
- 1689 - José de Antequera y Castro, politico e rivoluzionario spagnolo († 1735)
- 1697 - Joseph François Dupleix, funzionario francese († 1763)
- 1697 - Antonio Galli da Bibbiena, scenografo e architetto italiano († 1774)

## XVIII secolo(68)
- 1703 - Heinrich Sigismund von der Heyde, generale prussiano († 1765)
- 1704 - Thomas Newton, scrittore e biblista inglese († 1782)
- 1706 - Henry Howard, X conte di Suffolk, nobile britannico († 1745)
- 1706 - Anton Maria Zanetti, bibliotecario e critico d'arte italiano († 1778)
- 1711 - Franz von der Trenck, militare austriaco († 1749)
- 1714 - Kristijonas Donelaitis, scrittore lituano († 1780)
- 1714 - Giovanni Battista Mancini, cantante castrato italiano († 1800)
- 1722 - Pierre-Etienne Moitte, pittore e incisore francese († 1780)
- 1722 - Carlo di Monaco, principe e militare monegasco († 1749)
- 1723 - Goronwy Owen, presbitero e poeta gallese († 1769)
- 1724 - Andrea Bina, geologo, matematico e fisico italiano († 1792)
- 1730 - Archibald Bulloch, politico, patriota e rivoluzionario statunitense († 1777)
- 1732 - Julie Bondeli, scrittrice e socialite svizzera († 1778)
- 1734 - Giovanni Pichler, incisore italiano († 1791)
- 1735 - Paul Revere, incisore e patriota statunitense († 1818)
- 1737 - Pietro Tamburini, presbitero, teologo e giurista italiano († 1827)
- 1738 - John Walter, imprenditore britannico († 1812)
- 1745 - Vincenzo Maria Strambi, vescovo cattolico e religioso italiano († 1824)
- 1745 - Anthony Wayne, generale inglese († 1796)
- 1748 - Archibald Cochrane, IX conte di Dundonald, nobile e inventore scozzese († 1831)
- 1748 - Giovanni Furno, compositore italiano († 1837)
- 1749 - Luigi Francesco di Borbone-Busset, generale francese († 1829)
- 1749 - Anne-Antoine-Jules de Clermont-Tonnerre, cardinale e arcivescovo cattolico francese († 1830)
- 1750 - Frederick Muhlenberg, politico statunitense († 1801)
- 1752 - Betsy Ross, patriota statunitense († 1836)
- 1755 - Giovanni Francesco Lucchini, architetto italiano († 1826)
- 1756 - Maria Pellegrina Amoretti, giurista italiana († 1787)
- 1757 - Francesco Cesarei Leoni, cardinale e vescovo cattolico italiano († 1830)
- 1758 - Charles Lee, politico e avvocato statunitense († 1815)
- 1759 - Francesco Saverio Salfi, letterato, politico e librettista italiano († 1832)
- 1763 - Johann Nepomuk von Pelkhoven, politico tedesco († 1830)
- 1764 - Pierre Guillaume Gratien, militare francese († 1814)
- 1766 - Antoine-Vincent Arnault, politico, poeta e drammaturgo francese († 1834)
- 1767 - Maria Edgeworth, scrittrice britannica († 1849)
- 1769 - Tatiana Engelhardt, nobildonna russa († 1841)
- 1769 - Marie-Louise Lachapelle, ginecologa francese († 1821)
- 1769 - Jane Marcet, scrittrice e divulgatrice scientifica britannica († 1858)
- 1771 - Georges Cadoudal, generale francese († 1804)
- 1771 - Charles Joseph de Raigecourt, generale francese († 1860)
- 1772 - Pancrace Bessa, pittore, incisore e illustratore francese († 1835)
- 1772 - Costantino Munari, patriota italiano († 1837)
- 1772 - Giovanni Muzi, arcivescovo cattolico italiano († 1849)
- 1772 - Giuseppe Verani, pittore italiano († 1853)
- 1774 - André Marie Constant Duméril, zoologo francese († 1860)
- 1774 - Pietro Giordani, scrittore italiano († 1848)
- 1775 - Auguste Julien Bigarré, generale francese († 1838)
- 1776 - Vittorio Fraschini, magistrato e politico italiano († 1858)
- 1778 - Luigi Asioli, cantante e compositore italiano († 1815)
- 1778 - Charles Alexandre Lesueur, naturalista, esploratore e pittore francese († 1846)
- 1784 - Michail Petrovič Barataev, funzionario, numismatico e nobile russo († 1856)
- 1785 - Gabriel Moore, politico statunitense († 1844)
- 1785 - John Murphy, politico statunitense († 1841)
- 1786 - Antonio Cattaneo, pubblicista e divulgatore scientifico italiano († 1845)
- 1786 - Dixon Denham, militare e esploratore inglese († 1828)
- 1787 - Domenico Quaglio il Giovane, pittore, scenografo e architetto tedesco († 1837)
- 1788 - Étienne Cabet, politico francese († 1856)
- 1790 - George Petrie, pittore, musicista e archeologo irlandese († 1866)
- 1790 - Valerio Valeri, compositore italiano († 1858)
- 1791 - Ernst Heinrich Friedrich Meyer, botanico e storico tedesco († 1858)
- 1792 - Therese Malfatti, musicista austriaca († 1851)
- 1794 - Gašpar Fejérpataky-Belopotocký, attivista e patriota slovacco († 1874)
- 1798 - Utagawa Kuniyoshi, pittore e disegnatore giapponese († 1861)
- 1799 - Enrico Gonin, pittore e incisore italiano († 1870)
- 1799 - André Jean Baptiste Robineau-Desvoidy, medico e entomologo francese († 1857)
- 1799 - Andrzej Towiański, teosofo polacco († 1878)
- 1800 - Giuseppe Bonolis, pittore italiano († 1851)
- 1800 - Francis Egerton, I conte di Ellesmere, politico e viaggiatore inglese († 1857)
- 1800 - Alessandro Raffaele Torlonia, banchiere italiano († 1886)

## XIX secolo(351)
- 1802 - Francesco Longo, patriota e politico italiano († 1869)
- 1802 - Salvatore Riva, politico italiano († 1875)
- 1803 - Francesco Calcagno, magistrato e politico italiano († 1880)
- 1803 - Rudolf Keyser, storico e archeologo norvegese († 1864)
- 1803 - Guglielmo Libri Carucci dalla Sommaja, matematico italiano († 1869)
- 1803 - Manuel Felipe Tovar, politico venezuelano († 1866)
- 1804 - James Fannin, politico e militare statunitense († 1836)
- 1806 - Lionel Kieseritzky, scacchista estone († 1853)
- 1806 - Antonio Lanzirotti, politico italiano († 1888)
- 1806 - Salvatore Magnasco, arcivescovo cattolico italiano († 1892)
- 1809 - Alessandro Castelli, pittore e incisore italiano († 1902)
- 1809 - Giacomo Deliperi, politico e militare italiano
- 1809 - Micaela Desmaisières y López Dicastillo y Olmeda, religiosa spagnola († 1865)
- 1809 - Achille Guénée, entomologo francese († 1880)
- 1810 - Constant Cornelis Huijsmans, pittore olandese († 1886)
- 1810 - Eugène-André Oudiné, scultore e medaglista francese († 1877)
- 1811 - Giambattista Pertile, giurista e teologo italiano († 1884)
- 1812 - Silvestro Petrini, patriota e imprenditore italiano († 1912)
- 1814 - Hong Xiuquan, generale cinese († 1864)
- 1815 - Henry Lazarus, clarinettista britannico († 1895)
- 1815 - Charles Renouvier, filosofo francese († 1903)
- 1817 - Antonio Guadagnini, pittore italiano († 1900)
- 1817 - Heinrich Voelter, inventore tedesco († 1887)
- 1818 - José Amador de los Ríos, drammaturgo spagnolo († 1878)
- 1819 - Arthur Hugh Clough, poeta inglese († 1861)
- 1819 - Charles Jalabert, pittore francese († 1901)
- 1821 - Pietro Fumel, militare italiano († 1886)
- 1821 - Amedeo Peyron, architetto e ingegnere italiano († 1903)
- 1822 - Cesare Rasponi Bonanzi, politico italiano († 1886)
- 1823 - Manuel Baquedano, generale e politico cileno († 1897)
- 1823 - Enrico Molaschi, musicista e cantante italiano († 1911)
- 1823 - Sándor Petőfi, poeta e patriota ungherese († 1849)
- 1826 - John Aloysius Blake, politico irlandese († 1887)
- 1826 - Giacomo Bracci, patriota e politico italiano († 1906)
- 1826 - Cesare Cutolo, compositore australiano († 1867)
- 1826 - Michele Martino Fardella, patriota e politico italiano († 1876)
- 1826 - Giuseppe Greppi, imprenditore e filantropo italiano († 1913)
- 1826 - Michail Tarielovič Loris-Melikov, politico e generale russo († 1888)
- 1828 - François Marie Leroy, presbitero francese († 1905)
- 1829 - Tommaso Salvini, attore teatrale e patriota italiano († 1915)
- 1830 - Vasile Boerescu, politico, giornalista e avvocato rumeno († 1883)
- 1830 - Janko Čajak, poeta e pastore protestante slovacco († 1867)
- 1830 - Attilio Portioli, letterato e numismatico italiano († 1891)
- 1831 - Joseph Gobanz, zoologo, geologo e geografo austriaco († 1899)
- 1831 - Thomas Wilkinson, militare britannico († 1887)
- 1831 - Eduard Wölfflin, filologo classico e latinista svizzero († 1908)
- 1832 - Luigia Mussini Piaggio, pittrice italiana († 1865)
- 1834 - Ludovic Halévy, librettista e commediografo francese († 1908)
- 1834 - Salomon Stricker, patologo austriaco († 1898)
- 1836 - Francis Lewis Cardozo, politico e religioso statunitense († 1903)
- 1836 - Raffaele Pierotti, cardinale italiano († 1905)
- 1837 - Enrico Nencioni, poeta, critico letterario e traduttore italiano († 1896)
- 1837 - Fabrizio Plutino, prefetto, patriota e politico italiano († 1925)
- 1838 - Jean-Natalis-François Gonindard, arcivescovo cattolico francese († 1893)
- 1839 - Ouida, scrittrice britannica († 1908)
- 1839 - Ernst Schmit von Tavera, diplomatico e nobile austriaco († 1904)
- 1840 - Chiaffredo Bergia, carabiniere italiano († 1892)
- 1840 - Maria Antonietta Torriani, scrittrice italiana († 1920)
- 1841 - Jovan Avakumović, politico serbo († 1928)
- 1841 - Gustave Tridon, politico e scrittore francese († 1871)
- 1842 - Luigi Bellincioni, architetto italiano († 1929)
- 1842 - Richard Henn Collins, avvocato irlandese († 1911)
- 1843 - Giovanni Battista Valle, compositore di scacchi e pittore italiano († 1905)
- 1844 - Thomas Agar-Robartes, VI visconte Clifden, politico irlandese († 1930)
- 1844 - Giuseppe Morgera, presbitero, scrittore e predicatore italiano († 1898)
- 1846 - Domenico Bonamico, ufficiale e ingegnere italiano († 1925)
- 1846 - Giuseppe Bottero, pittore, ingegnere e militare italiano († 1930)
- 1846 - Léon Denis, filosofo e parapsicologo francese († 1927)
- 1846 - Willie Edouin, attore, cantante e regista teatrale inglese († 1908)
- 1846 - Daniele Marignoni, esperantista italiano († 1910)
- 1847 - Amalia Fossa, soprano italiano († 1911)
- 1847 - Margherita di Borbone-Parma, nobile italiana († 1893)
- 1848 - Clara T. Bracy, attrice britannica († 1941)
- 1848 - Vladimiro, religioso e santo russo († 1918)
- 1849 - Giovanni Battista Dessiglioli, organaro italiano († 1909)
- 1849 - Benjamin Holt, inventore statunitense († 1920)
- 1849 - Teresa Manganiello, religiosa italiana († 1876)
- 1849 - Vsevolod Solovëv, romanziere russo († 1903)
- 1850 - Emil Bahrfeldt, numismatico tedesco († 1929)
- 1850 - Charles Chenery, calciatore britannico († 1928)
- 1850 - Cornelius Gurlitt, architetto tedesco († 1938)
- 1850 - Ernesto Maldarelli, intagliatore, ebanista e scultore italiano († 1930)
- 1851 - Auguste Donny, velista francese († 1916)
- 1851 - Cesare Zocchi, scultore e medaglista italiano († 1922)
- 1852 - Corrado Corradino, poeta, critico letterario e storico italiano († 1923)
- 1852 - Eugène-Anatole Demarçay, chimico francese († 1904)
- 1853 - Angelo Berenzi, presbitero e scrittore italiano († 1925)
- 1853 - Karl von Einem, generale tedesco († 1934)
- 1853 - Giuseppina Gargano, cantante italiana († 1939)
- 1853 - Hans von Koessler, compositore e direttore d'orchestra tedesco († 1926)
- 1853 - Cesare Pozzo, sindacalista italiano († 1898)
- 1853 - Frank Bigelow Tarbell, grecista, archeologo e docente statunitense († 1920)
- 1854 - James George Frazer, antropologo e storico delle religioni scozzese († 1941)
- 1854 - Attilio Odero, imprenditore italiano († 1945)
- 1855 - Angelo Roth, medico e politico italiano († 1919)
- 1855 - René Wiener, artista francese († 1939)
- 1856 - Odoardo Jalla, editore e religioso italiano († 1932)
- 1857 - Tim Keefe, giocatore di baseball statunitense († 1933)
- 1857 - Costantino Lazzari, politico italiano († 1927)
- 1857 - Luigi Morgari, pittore italiano († 1935)
- 1858 - Vittorio Giaccone, avvocato e politico italiano († 1933)
- 1859 - Thibaw Min, re birmano († 1916)
- 1860 - Michele Lega, cardinale e vescovo cattolico italiano († 1935)
- 1860 - Alice Simpson Pickering, tennista britannica († 1939)
- 1861 - Saovabha Bongsri, regina thailandese († 1919)
- 1861 - William Morris, attore statunitense († 1936)
- 1861 - Nizam ul-Mulk, principe indiano († 1895)
- 1862 - Heinrich Braun, chirurgo tedesco († 1934)
- 1862 - Vasilij Ivanovič Denisov, pittore polacco († 1922)
- 1862 - Baccio Malatesta, scrittore e pubblicista italiano
- 1862 - Italo Pozzato, politico italiano († 1949)
- 1862 - Joe Warbrick, rugbista a 15 neozelandese († 1903)
- 1863 - Rūdolfs Blaumanis, scrittore, giornalista e drammaturgo lettone († 1908)
- 1863 - Heinrich Clam-Martinic, politico austro-ungarico († 1932)
- 1863 - Pierre de Coubertin, dirigente sportivo, pedagogo e storico francese († 1937)
- 1863 - Italia Donati, insegnante italiana († 1886)
- 1863 - Iōannīs Fragkoudīs, tiratore a segno greco († 1916)
- 1863 - Aleko Konstantinov, scrittore bulgaro († 1897)
- 1863 - Carlo Tiochet, paroliere e scrittore italiano († 1912)
- 1864 - Ambrogio Belloni, politico italiano († 1950)
- 1864 - George Washington Carver, agronomo statunitense († 1943)
- 1864 - Qi Baishi, pittore cinese († 1957)
- 1864 - Alfred Stieglitz, fotografo e gallerista statunitense († 1946)
- 1864 - Carlo Turano, avvocato e politico italiano († 1926)
- 1865 - Carlo Lwanga, santo ugandese († 1886)
- 1865 - Antanas Ričardas Druvė, militare lituano († 1919)
- 1865 - İsmail Hakkı Bey, musicista e compositore turco († 1927)
- 1865 - Andrea Matarazzo, dirigente d'azienda e politico italiano († 1953)
- 1866 - Wilfred Buckland, scenografo statunitense († 1946)
- 1866 - Anton Ghon, patologo e batteriologo austriaco († 1936)
- 1866 - František Udržal, politico cecoslovacco († 1938)
- 1867 - Lew Fields, attore statunitense († 1941)
- 1867 - Jeanne Filleul-Brohy, giocatrice di croquet francese († 1937)
- 1867 - Jeanne Lanvin, stilista francese († 1946)
- 1868 - Snitz Edwards, attore ungherese († 1937)
- 1869 - Louis de La Vallée-Poussin, storico delle religioni e orientalista belga († 1938)
- 1869 - Filippo Meda, politico, giornalista e banchiere italiano († 1939)
- 1869 - Aldo Netti, ingegnere e politico italiano († 1925)
- 1870 - Nilo Borgia, monaco cristiano italiano († 1942)
- 1870 - Louis Vauxcelles, critico d'arte francese († 1943)
- 1870 - Charlie Watts, calciatore inglese († 1924)
- 1871 - Emilio Bossi, giornalista, avvocato e politico svizzero († 1920)
- 1871 - Charles Dalmorès, tenore francese († 1939)
- 1871 - Manuel Gondra, diplomatico e politico paraguaiano († 1927)
- 1871 - Young Griffo, pugile australiano († 1927)
- 1871 - Gustav Hügel, pattinatore artistico su ghiaccio austriaco († 1953)
- 1872 - Miguel Cabanellas Ferrer, generale e politico spagnolo († 1938)
- 1872 - Augusto Castrucci, sindacalista italiano († 1952)
- 1872 - Gemma Cuniberti, attrice teatrale e commediografa italiana († 1940)
- 1872 - James Young, regista, attore e sceneggiatore statunitense († 1948)
- 1873 - Mariano Azuela, medico e scrittore messicano († 1952)
- 1873 - Frank Hall Crane, attore, regista e sceneggiatore statunitense († 1948)
- 1873 - Gustavo Giovannoni, architetto e ingegnere italiano († 1947)
- 1874 - Alfonso Bartoli, archeologo e politico italiano († 1957)
- 1874 - Mary H. J. Henderson, militare scozzese († 1938)
- 1874 - Frank Knox, politico statunitense († 1944)
- 1874 - Hugo Leichtentritt, filosofo, scrittore e compositore polacco († 1951)
- 1874 - Charles Rist, economista francese († 1955)
- 1875 - Vito Bonventre, mafioso italiano († 1930)
- 1875 - Vasilij Akimovič Charlamov, politico russo († 1957)
- 1875 - Emil Grubbe, medico statunitense († 1960)
- 1875 - René de Marmande, giornalista e anarchico francese († 1949)
- 1876 - Sonia Abeloos, pittrice belga († 1969)
- 1876 - Archimede Bellatalla, poeta italiano († 1935)
- 1876 - A.E. Coleby, regista, sceneggiatore e attore inglese († 1930)
- 1876 - Rosario Cutrufelli, ingegnere e politico italiano († 1949)
- 1876 - Vasilij Nikolaevič Kajurov, rivoluzionario russo († 1936)
- 1876 - Giovanni Attilio Pozzo, imprenditore e politico italiano († 1965)
- 1876 - Cesare Zoppetti, attore italiano († 1940)
- 1877 - Amir ul-Mulk, principe indiano († 1923)
- 1877 - Pejo Javorov, poeta bulgaro († 1914)
- 1877 - Francesco Vatielli, compositore e musicologo italiano († 1946)
- 1878 - Marco Ciriani, politico e avvocato italiano († 1944)
- 1878 - Agner Krarup Erlang, matematico e statistico danese († 1929)
- 1878 - Olga Máté, fotografa ungherese († 1961)
- 1879 - Edward Dillon, attore, regista e sceneggiatore statunitense († 1933)
- 1879 - E. M. Forster, scrittore britannico († 1970)
- 1879 - William Fox, produttore cinematografico ungherese († 1952)
- 1879 - Ernest Jones, neurologo e psicoanalista britannico († 1958)
- 1879 - Petar Živković, politico e generale jugoslavo († 1947)
- 1880 - Mostafa Saadeq Al-Rafe'ie, poeta egiziano († 1937)
- 1880 - Catherine Carr, sceneggiatrice statunitense († 1941)
- 1880 - Albert Johnson, martellista e pesista statunitense († 1963)
- 1880 - Elmer McCurdy, criminale statunitense († 1911)
- 1880 - Umberto Meazza, calciatore, allenatore di calcio e arbitro di calcio italiano († 1926)
- 1880 - Ludwig Opel, imprenditore e giurista tedesco († 1916)
- 1880 - Hajime Sugiyama, generale giapponese († 1945)
- 1880 - Ernest Townsend, artista inglese († 1944)
- 1881 - George Latham, allenatore di calcio e calciatore gallese († 1939)
- 1881 - Davide Marotti, scacchista italiano († 1940)
- 1881 - Shuja ul-Mulk, principe indiano († 1936)
- 1881 - Vajiravudh, sovrano siamese († 1925)
- 1882 - Riccardo Astuto di Lucchese, diplomatico italiano († 1952)
- 1882 - Guido Balsamo Stella, pittore e incisore italiano († 1941)
- 1882 - Albert W. Hale, regista francese († 1947)
- 1882 - Eddy de Neve, calciatore olandese († 1943)
- 1882 - Ilias Vrioni, politico albanese († 1932)
- 1883 - Angelo Barabino, pittore italiano († 1950)
- 1883 - William Joseph Donovan, generale e agente segreto statunitense († 1959)
- 1883 - Ichirō Hatoyama, politico giapponese († 1959)
- 1883 - Jules Lecomte, calciatore belga († 1933)
- 1883 - Federigo Tozzi, scrittore, poeta e drammaturgo italiano († 1920)
- 1883 - Giuseppe Vielmi, calciatore italiano († 1968)
- 1884 - Spartaco Carlini, pittore italiano († 1949)
- 1884 - Alberto Cianca, giornalista e politico italiano († 1966)
- 1884 - Nello Fotticchia, veterinario italiano († 1953)
- 1884 - Giambattista Sangiorgio, pittore e scultore italiano († 1930)
- 1885 - Valentin Feurstein, generale austriaco († 1970)
- 1885 - Giuseppe Fusco, avvocato e politico italiano († 1957)
- 1885 - Winifred Greenwood, attrice statunitense († 1961)
- 1885 - James Soutter, velocista britannico († 1966)
- 1886 - Sam Benson, costumista statunitense († 1957)
- 1886 - Francesco Canero Medici, diplomatico e politico italiano († 1946)
- 1886 - Harold Halse, calciatore inglese († 1949)
- 1886 - Marthe Hanau, truffatrice francese († 1935)
- 1886 - Yeghishe Ishkhanian, politico armeno († 1975)
- 1886 - Epameinondas Kavvadias, ammiraglio e politico greco († 1965)
- 1886 - Garegin Njdeh, politico e generale armeno († 1955)
- 1886 - Francesco Olgiati, presbitero e filosofo italiano († 1962)
- 1886 - Gottlob Weiss, calciatore argentino († 1946)
- 1886 - Luigi Zappelli, politico italiano († 1948)
- 1887 - Arturo Armato, politico italiano († 1965)
- 1887 - Mabel Ballin, attrice statunitense († 1958)
- 1887 - Wilhelm Canaris, ammiraglio tedesco († 1945)
- 1887 - Guido Corsi, militare italiano († 1917)
- 1887 - Vladimir Jugheli, politico e militare georgiano († 1924)
- 1887 - Henri Rolland, storico, numismatico e archeologo francese († 1970)
- 1887 - Herman Rosse, scenografo, architetto e pittore statunitense († 1965)
- 1887 - Alexandros Sakellariou, ammiraglio e politico greco († 1982)
- 1888 - Higinio Anglés, musicologo e presbitero spagnolo († 1969)
- 1888 - Eduard Bass, scrittore, giornalista e attore ceco († 1946)
- 1888 - Gustav Blaha, calciatore austriaco († 1961)
- 1888 - Chesley Bonestell, artista, pittore e illustratore statunitense († 1986)
- 1888 - John Garand, ingegnere e militare canadese († 1974)
- 1888 - Franciszek Kleeberg, generale polacco († 1941)
- 1888 - Adolfo Porry Pastorel, fotoreporter italiano († 1960)
- 1888 - Ludwig Rex, attore tedesco († 1979)
- 1888 - Karol Rómmel, militare polacco († 1967)
- 1888 - Tukojirao III, principe indiano († 1937)
- 1888 - Max Winter, calciatore svizzero
- 1888 - Alfredo Zoller, calciatore svizzero
- 1889 - Dario Beni, ciclista su strada italiano († 1969)
- 1889 - Benvenuto Bertoni, funzionario italiano († 1971)
- 1889 - Wanda Capodaglio, attrice italiana († 1980)
- 1889 - Vicente Merino Bielich, politico cileno († 1977)
- 1889 - Romeo Oliva, ammiraglio italiano († 1975)
- 1889 - Ottavio Pratesi, ciclista su strada italiano († 1977)
- 1889 - Seabury Quinn, avvocato, giornalista e romanziere statunitense († 1969)
- 1889 - Johann von Ravenstein, generale tedesco († 1962)
- 1889 - Alexander Smallens, direttore d'orchestra e direttore artistico russo († 1972)
- 1889 - Donato Tripiccione, generale italiano († 1943)
- 1889 - Christian Zervos, storico dell'arte, saggista e editore greco († 1970)
- 1889 - Virgil Šček, politico e presbitero sloveno († 1948)
- 1890 - Ubaldo Bianchi, lottatore italiano († 1966)
- 1890 - Max Gablonsky, calciatore tedesco († 1969)
- 1890 - Ulderico Giovacchini, pittore italiano († 1965)
- 1890 - Lila Leslie, attrice britannica († 1940)
- 1890 - Alvin Loftes, ciclista su strada statunitense († 1971)
- 1890 - Friedrich Morton, naturalista, botanico e speleologo austriaco († 1969)
- 1890 - Ezequiel Padilla Peñaloza, politico, diplomatico e avvocato messicano († 1971)
- 1890 - Alice Tissot, attrice francese († 1971)
- 1890 - Zhang Shichuan, regista, produttore cinematografico e imprenditore cinese († 1954)
- 1890 - Ottorino De Fiore, geologo e vulcanologo italiano († 1953)
- 1891 - Shahan Berberian, compositore, filosofo e pedagogo armeno († 1956)
- 1891 - Charles Bickford, attore statunitense († 1967)
- 1891 - Renato Casalbore, giornalista italiano († 1949)
- 1891 - Guy Clarkson, hockeista su ghiaccio britannico († 1974)
- 1891 - Alessandro De Stefani, commediografo, scrittore e sceneggiatore italiano († 1970)
- 1891 - Samuel Albert Levine, cardiologo statunitense († 1966)
- 1891 - Titomanlio Manzella, scrittore e giornalista italiano († 1966)
- 1891 - Konstantin Konstantinovič Romanov, nobile russo († 1918)
- 1891 - Pietro Salvo, politico italiano († 1945)
- 1891 - Angelo Serio, fantino italiano († 1947)
- 1892 - Mahidol Adulyadej, principe thailandese († 1929)
- 1892 - Giulio Andreoli, matematico italiano († 1969)
- 1892 - Henri Biard, militare e aviatore britannico († 1966)
- 1892 - Guido Fanconi, pediatra svizzero († 1979)
- 1892 - Raymond Greenleaf, attore statunitense († 1963)
- 1892 - Lillian Lorraine, attrice statunitense († 1955)
- 1892 - Gaetano Marino, rivoluzionario, anarchico e antifascista italiano († 1943)
- 1892 - Boris Mirkine-Guetzévitch, costituzionalista russo († 1955)
- 1892 - Ernest Peterly, calciatore svizzero († 1955)
- 1892 - Artur Rodziński, direttore d'orchestra polacco († 1958)
- 1892 - Manuel Roxas, politico filippino († 1948)
- 1893 - Giuseppe Chiantia, cavaliere italiano († 1971)
- 1893 - Vincenzo Magliocco, generale e aviatore italiano († 1936)
- 1893 - Giuseppe Monetti, calciatore italiano
- 1893 - Minoru Sasaki, generale giapponese († 1961)
- 1893 - Samuel Thorsteinsson, calciatore danese († 1956)
- 1893 - Wilf Wild, allenatore di calcio inglese († 1950)
- 1894 - Otto Aasen, combinatista nordico e saltatore con gli sci norvegese († 1983)
- 1894 - Satyendranath Bose, fisico indiano († 1974)
- 1894 - Giuseppe Gherardelli, matematico italiano († 1944)
- 1894 - Domenico Giorda, calciatore italiano († 1962)
- 1894 - Fred Hibbard, regista, sceneggiatore e attore rumeno († 1925)
- 1894 - Iván Petrovich, attore serbo († 1962)
- 1894 - Pietro Porqueddu, cantante italiano († 1974)
- 1894 - Vittorio Emanuele Terragni, ufficiale, generale e scrittore italiano († 1969)
- 1895 - János Baar, allenatore di calcio e calciatore austriaco
- 1895 - J. Edgar Hoover, funzionario statunitense († 1972)
- 1895 - Nino Marchesini, attore italiano († 1961)
- 1895 - Luigi Pirelli, vescovo cattolico italiano († 1964)
- 1895 - Amilcare Rossi, politico italiano († 1977)
- 1895 - Giuseppe Veronesi, aviatore italiano († 1964)
- 1896 - Ettore Biamino, militare italiano († 1917)
- 1896 - Vladimir Aleksandrovič Braun, regista cinematografico sovietico († 1945)
- 1896 - Friedrich von Broich, generale tedesco († 1974)
- 1896 - Harry Glantz, trombettista ucraino († 1982)
- 1896 - Teinosuke Kinugasa, regista e sceneggiatore giapponese († 1982)
- 1896 - Girolamo Li Causi, partigiano, politico e giornalista italiano († 1977)
- 1896 - Salvador de la Plaza, politico e sindacalista venezuelano († 1970)
- 1896 - Leone Scotti, calciatore italiano († 1960)
- 1897 - Gheorghe Alexianu, funzionario e criminale di guerra rumeno († 1946)
- 1897 - Ana Aslan, biologa e medico romena († 1988)
- 1897 - Giovanni Girgenti, scrittore e drammaturgo italiano († 1979)
- 1897 - Johnny Helgesen, calciatore norvegese († 1964)
- 1897 - Pirro Marconi, archeologo italiano († 1938)
- 1897 - Arturo Marzano, magistrato e politico italiano († 1976)
- 1897 - Louis Miriani, politico statunitense († 1987)
- 1897 - Primo Romolo Palenzona, politico e sindacalista italiano († 1963)
- 1897 - Leopoldo Pellas, militare italiano († 1918)
- 1897 - Zurga Tirelli, calciatore italiano († 1972)
- 1897 - Francesco Saverio Trương Bửu Diệp, presbitero vietnamita († 1946)
- 1897 - Isidoro Wiel, militare e marinaio italiano († 1928)
- 1898 - Sigfrido Burroni, militare italiano († 1989)
- 1898 - Leopold Friedrich, sollevatore austriaco († 1962)
- 1898 - Luigi Amato, pittore italiano († 1961)
- 1898 - Dino Luperi, calciatore italiano († 1980)
- 1898 - Antonino Pagliaro, iranista, glottologo e filosofo italiano († 1973)
- 1898 - Valentine Penrose, scrittrice e artista francese († 1978)
- 1898 - Cesare Sesia, calciatore italiano († 1924)
- 1898 - Viktor Ullmann, compositore, direttore d'orchestra e pianista austriaco († 1944)
- 1899 - Jack Beresford, canottiere britannico († 1977)
- 1899 - Enzo Fusco, poeta italiano († 1951)
- 1899 - Randolfo Pacciardi, politico, antifascista e militare italiano († 1991)
- 1899 - Domenico Pennestrì, ufficiale italiano († 1943)
- 1899 - Gastone Simoni, scrittore italiano († 1966)
- 1899 - Adamo Zanelli, politico, antifascista e partigiano italiano († 1970)
- 1899 - Rodolfo de Mattei, storico, scrittore e giornalista italiano († 1981)
- 1900 - Paolo Angelino, politico italiano († 1974)
- 1900 - Paola Borboni, attrice italiana († 1995)
- 1900 - Giovanni Corbjons, calciatore e allenatore di calcio italiano († 1970)
- 1900 - Xavier Cugat, musicista e direttore d'orchestra spagnolo († 1990)
- 1900 - Luigi De Manes, allenatore di calcio e calciatore italiano († 1972)
- 1900 - Loris Desti, calciatore italiano
- 1900 - Giuseppe Lanza, scrittore, drammaturgo e critico teatrale italiano († 1988)
- 1900 - Istvan Pollack, calciatore ungherese
- 1900 - Lillian Rich, attrice inglese († 1954)
- 1900 - Pietro Scevola, nuotatore, allenatore di calcio e calciatore italiano († 1944)
- 1900 - Dante Silvestri, calciatore italiano
- 1900 - Chiune Sugihara, diplomatico giapponese († 1986)

## XX secolo(1718)
- 1901 - Filippo Anfuso, politico e diplomatico italiano († 1963)
- 1901 - Vittorio Corona, pittore italiano († 1966)
- 1901 - Francesco Saverio D'Angelo, politico e letterato italiano († 1988)
- 1901 - Otto Fischer, calciatore e allenatore di calcio austriaco († 1941)
- 1901 - Francesco Sensidoni, ingegnere italiano († 1974)
- 1901 - Antonino Spinelli, chirurgo e politico italiano († 1985)
- 1901 - Martin Unrein, generale tedesco († 1972)
- 1901 - Michelangelo Virgillito, imprenditore italiano († 1977)
- 1901 - Samuel Zauber, calciatore rumeno († 1986)
- 1902 - Alberto Andreani, militare e partigiano italiano († 1951)
- 1902 - Pompeo Biondi, giurista italiano († 1966)
- 1902 - Everett Brown, attore statunitense († 1953)
- 1902 - Luigi Bucciante, medico e anatomista italiano († 1994)
- 1902 - Remo Cadringher, aviatore e militare italiano
- 1902 - Mieczysława Kowalska, religiosa polacca († 1941)
- 1902 - Manuel Prats, calciatore spagnolo († 1976)
- 1902 - Giovanni D'Avossa, militare italiano
- 1902 - Hans von Dohnanyi, giurista tedesco († 1945)
- 1903 - Dino Barsotti, canottiere italiano († 1985)
- 1903 - Umberto Fedeli, cestista, allenatore di pallacanestro e arbitro di pallacanestro italiano († 1996)
- 1903 - Samaldas Gandhi, politico indiano († 2013)
- 1903 - Giasimu'd-Din, poeta bangladese († 1976)
- 1903 - Alf Johansen, calciatore norvegese († 1974)
- 1903 - Eduardo Notari, attore italiano († 1986)
- 1903 - Sverre Pettersen, calciatore norvegese († 1985)
- 1903 - Nils Ramm, pugile svedese († 1986)
- 1903 - Hossein Sadaghiani, allenatore di calcio e calciatore iraniano († 1982)
- 1904 - Fazal Ilahi Chaudhry, politico pakistano († 1982)
- 1904 - Leonardo Santini, medico e farmacologo italiano († 1983)
- 1904 - Tsuneo Tomita, scrittore giapponese († 1967)
- 1905 - Enrico Calcaterra, hockeista su ghiaccio e dirigente sportivo italiano († 1994)
- 1905 - Francesco Cipriani Marinelli, commediografo, sceneggiatore e regista teatrale italiano († 1990)
- 1905 - Aldo Graziati, direttore della fotografia italiano († 1953)
- 1905 - Guido Grilli, pittore e illustratore italiano († 1967)
- 1905 - Nelson Leigh, attore statunitense († 1985)
- 1905 - Stanisław Mazur, matematico polacco († 1981)
- 1905 - Rodolfo Orlandini, calciatore argentino († 1990)
- 1905 - Melvin Price, politico statunitense († 1988)
- 1905 - Juan Alfonso Valle, calciatore peruviano
- 1905 - Jirō Yoshihara, artista giapponese († 1972)
- 1906 - Enzo Bertoli, calciatore italiano
- 1906 - Giovanni D'Anzi, compositore italiano († 1974)
- 1906 - Antonino De Leo, botanico italiano († 1971)
- 1906 - Adelaide Hautval, medico e psichiatra francese († 1988)
- 1906 - Luigi La Ferlita, avvocato e politico italiano († 1974)
- 1906 - Antonio Lorusso, militare italiano († 1938)
- 1906 - Giuseppe Petralia, vescovo cattolico, scrittore e poeta italiano († 2000)
- 1906 - Frank Stack, pattinatore di velocità su ghiaccio canadese († 1987)
- 1906 - Petre Steinbach, calciatore e allenatore di calcio rumeno († 1996)
- 1907 - Jean Carzou, pittore francese († 2000)
- 1907 - Norman Cohn-Armitage, schermidore statunitense († 1972)
- 1907 - Carlo Cossio, animatore e fumettista italiano († 1964)
- 1907 - Guido Gambarini, musicista e compositore italiano († 1978)
- 1907 - Luigi Giacobbe, ciclista su strada italiano († 1995)
- 1907 - Kinue Hitomi, lunghista, discobola e giavellottista giapponese († 1931)
- 1907 - Anna Marongiu, pittrice e incisore italiana († 1941)
- 1907 - Étienne Onimus, cestista francese († 1982)
- 1907 - Antonio Petrucci, sceneggiatore, regista e giornalista italiano († 1981)
- 1907 - Zelante Salvatorini, calciatore italiano († 1983)
- 1907 - Primo Schiavon, politico italiano († 1994)
- 1907 - Angelo Tarticchio, presbitero italiano († 1943)
- 1907 - Giuseppe Valenti, calciatore e allenatore di calcio italiano († 1978)
- 1907 - Marian Wróbel, compositore di scacchi polacco († 1960)
- 1908 - Akira Fujita, pallanuotista giapponese († 2001)
- 1908 - Edoardo Giannone, calciatore italiano
- 1908 - Salvatore Maresca, calciatore italiano († 1979)
- 1908 - Bob Russell, conduttore televisivo statunitense († 1998)
- 1908 - Gennaro Santillo, calciatore italiano († 1943)
- 1908 - Bill Tapia, musicista statunitense († 2011)
- 1908 - Ahmad Shuqayri, politico palestinese († 1980)
- 1909 - Dana Andrews, attore statunitense († 1992)
- 1909 - Stepan Bandera, politico e militare ucraino († 1959)
- 1909 - Ettore Cedraschi, scultore italiano († 1996)
- 1909 - Giovanni Correale Santacroce, avvocato e politico italiano
- 1909 - Laurent Di Lorto, calciatore francese († 1989)
- 1909 - Giuseppe Gaddi, saggista e partigiano italiano († 1982)
- 1909 - Pietro Leoni, gesuita e missionario italiano († 1995)
- 1909 - Arthur Machado, calciatore brasiliano († 1997)
- 1909 - Mario Pavesi, imprenditore italiano († 1990)
- 1909 - Gustavo Roccella, militare italiano († 1941)
- 1909 - Philip Strax, radiologo statunitense († 1999)
- 1910 - Stefano Bonfanti, poeta, traduttore e insegnante italiano († 2005)
- 1910 - José Augusto Brandão, calciatore brasiliano († 1989)
- 1910 - Alois Grillmeier, cardinale tedesco († 1998)
- 1910 - Seth Lover, inventore statunitense († 1997)
- 1910 - Filippo Scroppo, pittore italiano († 1993)
- 1910 - Nello Segurini, compositore, direttore d'orchestra e attore italiano († 1988)
- 1910 - Hidejirō Tanaka, cestista giapponese
- 1911 - Tom Amrhein, calciatore statunitense
- 1911 - Andrée Bertoletto, supercentenaria francese
- 1911 - Angelo Bianchetti, architetto italiano († 1994)
- 1911 - Roberto Boselli, militare italiano († 1938)
- 1911 - Basil Dearden, regista, sceneggiatore e produttore cinematografico britannico († 1971)
- 1911 - Hank Greenberg, giocatore di baseball statunitense († 1986)
- 1911 - Necdet Kent, diplomatico turco († 2002)
- 1911 - Lee Seong-gu, cestista, allenatore di pallacanestro e dirigente sportivo sudcoreano († 2002)
- 1911 - Andrea Lo Jacono, funzionario italiano († 2001)
- 1911 - Manlio Longon, partigiano e dirigente d'azienda italiano († 1945)
- 1911 - Achmad Nawir, calciatore indonesiano († 1995)
- 1911 - Giorgio Prosperi, sceneggiatore, autore televisivo e critico teatrale italiano († 1997)
- 1911 - Guido Santin, canottiere italiano († 2008)
- 1911 - Sisto Tavano, calciatore italiano
- 1911 - Roman Totenberg, violinista statunitense († 2012)
- 1911 - Audrey Wurdemann, poetessa statunitense († 1960)
- 1912 - Vittorio Belmondo, pilota automobilistico italiano († 1962)
- 1912 - Francesco Caprile, marinaio italiano († 1943)
- 1912 - Maxine Doyle, attrice e cantante statunitense († 1973)
- 1912 - Pietro Fosson, politico italiano († 1993)
- 1912 - Carlo Gambacurta, ciclista su strada italiano († 2001)
- 1912 - Toshia Mori, attrice giapponese († 1995)
- 1912 - Domenico Napoletano, politico italiano († 1981)
- 1912 - Kim Philby, agente segreto e militare britannico († 1988)
- 1912 - Piero Pierotti, regista e sceneggiatore italiano († 1970)
- 1912 - Matrika Prasad Koirala, politico nepalese († 1997)
- 1912 - Nicolò Rode, velista italiano († 1998)
- 1912 - Gabriele Semeraro, politico italiano († 1994)
- 1912 - Alfrēds Verners, calciatore e hockeista su ghiaccio lettone († 1973)
- 1912 - Salah al-Din al-Bitar, politico siriano († 1980)
- 1913 - Felice Balbo, filosofo italiano († 1964)
- 1913 - Harry Bloom, giornalista, romanziere e attivista sudafricano († 1981)
- 1913 - Matilde Capuis, compositrice e pianista italiana († 2017)
- 1913 - Luigi Frunzio, ingegnere e politico italiano († 1998)
- 1913 - James Edward Gordon, ingegnere inglese († 1998)
- 1913 - Vincenzo Martellotta, militare italiano († 1973)
- 1913 - Guglielmo Matucci, arbitro di calcio italiano († 1996)
- 1913 - Nino Rastelli, paroliere italiano († 1962)
- 1913 - Norman Rosten, scrittore statunitense († 1995)
- 1913 - Glauco Signorini, calciatore italiano († 1987)
- 1914 - Angelo Baratti, calciatore italiano
- 1914 - Piero Colli, calciatore e allenatore di calcio italiano († 2010)
- 1914 - Noor Inayat Khan, compositrice, scrittrice e agente segreta indiana († 1944)
- 1914 - Ignazio Milillo, generale italiano († 2004)
- 1914 - Nguyễn Chí Thanh, generale e politico vietnamita († 1967)
- 1914 - Michele Ortino, pittore italiano († 1978)
- 1914 - Mario Sbardella, partigiano italiano († 1987)
- 1914 - Sarat Chandra Sinha, politico indiano († 2005)
- 1914 - Ampelio Tettamanti, artista italiano († 1961)
- 1914 - Antonio Maria Travia, arcivescovo cattolico italiano († 2006)
- 1914 - Francesco Turnaturi, politico italiano († 2005)
- 1914 - Felice Zappulla, produttore cinematografico e sceneggiatore italiano († 1983)
- 1915 - Michele Basile, politico italiano († 1974)
- 1915 - Branko Ćopić, scrittore jugoslavo († 1984)
- 1915 - Silvio Di Giacomo, militare italiano († 1940)
- 1915 - Egidio Aldo Fantina, militare italiano († 1941)
- 1915 - Giuliana Gadola, partigiana, scrittrice e poetessa italiana († 2005)
- 1915 - Thomas Kapatos, criminale statunitense († 1977)
- 1915 - Eda Lichtman, superstite dell'Olocausto polacca († 1993)
- 1915 - Giacinto Sertorelli, sciatore alpino italiano († 1938)
- 1915 - Annibale Sterzi, militare e aviatore italiano († 1942)
- 1915 - Anja Taranda, modella, showgirl e attrice statunitense († 1970)
- 1915 - Eino Tukiainen, ginnasta finlandese († 1975)
- 1916 - Giuseppe Aquari, direttore della fotografia italiano († 1982)
- 1916 - Michele Baretta, pittore italiano († 1987)
- 1916 - José Batagliero, calciatore argentino († 1976)
- 1916 - Giacomo Neri, calciatore e allenatore di calcio italiano († 2010)
- 1916 - Ruggero Pignotti, attore italiano († 2016)
- 1916 - Otello Ricci, calciatore e allenatore di calcio italiano
- 1916 - Sergio Ruffolo, designer, pittore e scultore italiano († 1989)
- 1916 - Italo Viglianesi, sindacalista e politico italiano († 1995)
- 1916 - Earl Wrightson, baritono e attore teatrale statunitense († 1993)
- 1917 - Ralph Amsden, cestista statunitense († 1988)
- 1917 - Marcello Bonini Olas, attore italiano († 2007)
- 1917 - Stefano Cattaffi, militare italiano († 1942)
- 1917 - Pompeo D'Ambrosio, imprenditore italiano († 1998)
- 1917 - Doris Davenport, attrice statunitense († 1980)
- 1917 - Donato De Leonardis, politico italiano († 2012)
- 1917 - André-Marie Mbida, politico camerunese († 1980)
- 1917 - Giovanni Maria Simula, militare e partigiano italiano († 1944)
- 1918 - Ralph Churchfield, cestista e allenatore di pallacanestro statunitense († 1995)
- 1918 - Virgilio Conrero, imprenditore italiano († 1990)
- 1918 - Leonardo Ferrulli, militare e aviatore italiano († 1943)
- 1918 - Giuseppe Granata, politico italiano († 1998)
- 1918 - Naim Krieziu, calciatore e allenatore di calcio albanese († 2010)
- 1918 - Armando Ossena, multiplista e dirigente sportivo italiano († 1992)
- 1918 - Willy den Ouden, nuotatrice olandese († 1997)
- 1918 - Lionello Torossi, editore, autore di fantascienza e traduttore italiano († 1998)
- 1918 - Tryfon Tzanetis, allenatore di calcio e calciatore greco († 1998)
- 1919 - Ottavio Alessi, attore, regista e sceneggiatore italiano († 1978)
- 1919 - James Boarman, criminale statunitense († 1943)
- 1919 - Marek Edelman, attivista e politico polacco († 2009)
- 1919 - Daniil Aleksandrovič Granin, scrittore russo († 2017)
- 1919 - Rocky Graziano, pugile statunitense († 1990)
- 1919 - Peter Kien, artista e poeta cecoslovacco († 1944)
- 1919 - Carole Landis, attrice statunitense († 1948)
- 1919 - Giovanni Manca, pugile e attore italiano († 1982)
- 1919 - Al McKibbon, contrabbassista statunitense († 2005)
- 1919 - Bones McKinney, cestista e allenatore di pallacanestro statunitense († 1997)
- 1919 - J. D. Salinger, scrittore statunitense († 2010)
- 1920 - Giuseppe Bellafiore, storico dell'arte e saggista italiano († 2012)
- 1920 - Osvaldo Cavandoli, animatore, regista e fumettista italiano († 2007)
- 1920 - Nazareno Fabbretti, giornalista e presbitero italiano († 1997)
- 1920 - Nicola Filacuridi, tenore italiano († 2009)
- 1920 - Al Moschetti, cestista statunitense († 2007)
- 1920 - Basil L. Plumley, militare statunitense († 2012)
- 1920 - Alfredo Ramos dos Santos, calciatore brasiliano († 1997)
- 1920 - Marceau Stricanne, calciatore francese († 2012)
- 1920 - Natalino Terracciano, abate italiano († 1993)
- 1920 - Alfred Tomatis, medico francese († 2001)
- 1920 - Carlo Visintin, calciatore e allenatore di calcio italiano
- 1920 - Heinz Zemanek, informatico austriaco († 2014)
- 1920 - Mohammed Siddiq al-Minshawi, egiziano († 1969)
- 1921 - Elsa Albani, attrice italiana († 2004)
- 1921 - César Baldaccini, scultore francese († 1998)
- 1921 - Regina Bianchi, attrice italiana († 2013)
- 1921 - Cliff Bourland, velocista statunitense († 2018)
- 1921 - György Debrödy, militare e aviatore ungherese († 1982)
- 1921 - Stefano Ferrari, calciatore italiano
- 1921 - Philippe Fuchs, calciatore e allenatore di calcio svizzero († 2001)
- 1921 - Félix Galimi, schermidore argentino († 2005)
- 1921 - Ottó Jónsson, calciatore islandese († 1995)
- 1921 - John Logan, cestista e allenatore di pallacanestro statunitense († 1977)
- 1921 - Alain Mimoun, maratoneta e mezzofondista francese († 2013)
- 1921 - Bruno Pallesi, cantante, paroliere e produttore discografico italiano († 1987)
- 1921 - Antonio Pelliccia, generale, aviatore e storico italiano († 2016)
- 1921 - Ralph Alexander Raphael, chimico inglese († 1998)
- 1921 - Elio Ruffo, regista italiano († 1972)
- 1921 - Guido Saba, critico letterario italiano († 2013)
- 1921 - Hossein Vahid Khorasani, giurista iraniano
- 1921 - Ismail al-Faruqi, filosofo palestinese († 1986)
- 1922 - Armandino, cantante, chitarrista e attore italiano († 2011)
- 1922 - Flavio Luigi Bertone, politico e partigiano italiano († 1999)
- 1922 - Federico Cerruti, collezionista d'arte italiano († 2015)
- 1922 - Tano Cimarosa, attore, regista e sceneggiatore italiano († 2008)
- 1922 - Antal Farkas, attore ungherese († 2010)
- 1922 - Fritz Hollings, politico statunitense († 2019)
- 1922 - Domenico Luzzara, dirigente sportivo italiano († 2006)
- 1922 - Pietro Mosca, calciatore italiano
- 1922 - Natalio Pescia, calciatore argentino († 1989)
- 1922 - Jerry Robinson, fumettista statunitense († 2011)
- 1922 - José de Jesús Sahagún de la Parra, vescovo cattolico messicano
- 1922 - Darix Togni, circense e attore italiano († 1976)
- 1922 - Bruno Zorzi, calciatore italiano
- 1923 - Grigorij Lazarevič Aronov, regista sovietico († 1984)
- 1923 - Barbara Baxley, attrice statunitense († 1990)
- 1923 - Giuseppe Bruno, operaio italiano († 2006)
- 1923 - Valentina Cortese, attrice italiana († 2019)
- 1923 - Rolf Vevle Eriksen, calciatore norvegese († 2007)
- 1923 - Tommaso Galeotti, calciatore italiano
- 1923 - Ellenio Gallo, imprenditore e dirigente sportivo italiano († 2011)
- 1923 - Tibor Garay, calciatore ungherese
- 1923 - Daniel Gorenstein, matematico statunitense († 1992)
- 1923 - Ho Meng-hua, regista e sceneggiatore cinese († 2009)
- 1923 - Milt Jackson, vibrafonista e compositore statunitense († 1999)
- 1923 - Luciano Marchi, calciatore italiano
- 1923 - Davide Nardoni, filologo italiano († 1995)
- 1923 - Ousmane Sembène, scrittore e regista senegalese († 2007)
- 1923 - Domenico Tripodo, mafioso italiano († 1976)
- 1924 - Giovanni Berio, incisore italiano († 2015)
- 1924 - Arthur Danto, critico d'arte statunitense († 2013)
- 1924 - Giulio De Iuliis, politico italiano († 1975)
- 1924 - Francesca Laura Fabbri Wronowski, partigiana e giornalista italiana († 2023)
- 1924 - Willi Faust, pilota motociclistico tedesco († 1992)
- 1924 - Teruo Ishii, regista e sceneggiatore giapponese († 2005)
- 1924 - Klaus Junge, scacchista tedesco († 1945)
- 1924 - Jacques Le Goff, storico francese († 2014)
- 1924 - Lennart Magnusson, schermidore svedese († 2011)
- 1924 - Gianfranco Merli, politico italiano († 1998)
- 1924 - Emilio P. Miraglia, regista italiano († 1982)
- 1924 - Charlie Munger, imprenditore, avvocato e filantropo statunitense († 2023)
- 1924 - Luigi Napolitano, politico e partigiano italiano († 2000)
- 1924 - Francisco Macías Nguema, politico equatoguineano († 1979)
- 1924 - Alessandro Pizzorno, sociologo e filosofo italiano († 2019)
- 1924 - Pino Rucher, chitarrista e arrangiatore italiano († 1996)
- 1924 - Guerino Siligardi, calciatore italiano († 2008)
- 1924 - Gennaro Trisorio Liuzzi, politico italiano († 1992)
- 1924 - Alberto Del Monte, filologo e ispanista italiano († 1975)
- 1925 - Paulius Antanas Baltakis, vescovo cattolico lituano († 2019)
- 1925 - Matthew Beard, attore cinematografico statunitense († 1981)
- 1925 - Chia Boon Leong, allenatore di calcio e calciatore singaporiano († 2022)
- 1925 - Paul-Emile Deiber, attore e doppiatore francese († 2011)
- 1925 - Ottavio Jemma, sceneggiatore e scrittore italiano († 2015)
- 1925 - Pierre Laffitte, politico e ingegnere francese († 2021)
- 1925 - Mario Merz, artista, pittore e scultore italiano († 2003)
- 1925 - Raymond Pellegrin, attore francese († 2007)
- 1925 - Nerino Rossi, scrittore, giornalista e politico italiano († 2014)
- 1925 - Eugenio Salvarani, architetto e urbanista italiano († 1967)
- 1926 - Pierre Albrecht, cestista svizzero († 1971)
- 1926 - Corrado Bernicchi, calciatore e allenatore di calcio italiano († 2001)
- 1926 - Gina Berriault, scrittrice e sceneggiatrice statunitense († 1999)
- 1926 - José Manuel Estepa Llaurens, cardinale e arcivescovo cattolico spagnolo († 2019)
- 1926 - Enzo Gibin, partigiano italiano († 1945)
- 1926 - Vito Laterza, editore italiano († 2001)
- 1926 - Zena Marshall, attrice britannica († 2009)
- 1926 - Armando Pagella, partigiano, sindacalista e politico italiano († 2006)
- 1926 - Kazys Petkevičius, cestista e allenatore di pallacanestro sovietico († 2008)
- 1926 - Giuseppe Porpora, militare e prefetto italiano († 2013)
- 1926 - Oreste Roccasecca, calciatore italiano († 1990)
- 1926 - Tiziano Triani, pittore italiano († 2008)
- 1926 - Claudio Villa, cantante e attore italiano († 1987)
- 1927 - Jesse Alto, giocatore di poker statunitense († 1998)
- 1927 - Maurice Béjart, danzatore e coreografo francese († 2007)
- 1927 - Don Gauf, hockeista su ghiaccio canadese († 2014)
- 1927 - Vittorio Ghiandi, calciatore italiano († 2010)
- 1927 - Vasile Milea, generale e politico rumeno († 1989)
- 1927 - Vernon Smith, economista statunitense
- 1927 - Ornella Volta, musicologa, saggista e traduttrice italiana († 2020)
- 1927 - Doak Walker, giocatore di football americano statunitense († 1998)
- 1928 - Luciano Beretta, paroliere, cantante e ballerino italiano († 1994)
- 1928 - Abdul Sattar Edhi, filantropo pakistano († 2016)
- 1928 - Antonio Guarra, politico e avvocato italiano († 1996)
- 1928 - Giorgio Guazzotti, impresario teatrale e critico teatrale italiano († 2002)
- 1928 - Camara Laye, scrittore guineano († 1980)
- 1928 - Primo Meozzi, hockeista su prato italiano († 1971)
- 1928 - Manuel Moreno Rodríguez, calciatore spagnolo
- 1928 - Liliana Poli, soprano italiano († 2015)
- 1928 - Jean-Pierre Salignon, cestista francese († 2012)
- 1928 - Alan Sawyer, cestista e allenatore di pallacanestro statunitense († 2012)
- 1928 - Hap Sharp, pilota di Formula 1 statunitense († 1993)
- 1928 - Ernest Tidyman, scrittore, sceneggiatore e giornalista statunitense († 1984)
- 1928 - Helen Westcott, attrice statunitense († 1998)
- 1929 - Adil Atan, lottatore turco († 1989)
- 1929 - Domenico Bacchi, politico italiano († 2013)
- 1929 - Yehoshua Robert Büchler, storico ceco († 2009)
- 1929 - Cordelia Edvardson, giornalista e scrittrice tedesca († 2012)
- 1929 - Metin Erksan, regista e sceneggiatore turco († 2004)
- 1929 - Robert Fischell, fisico e inventore statunitense
- 1929 - Franco Franchi, cantante e paroliere italiano († 1998)
- 1929 - Raffaello Funghini, arcivescovo cattolico italiano († 2006)
- 1929 - Aulis Kallakorpi, saltatore con gli sci finlandese († 2005)
- 1929 - Haruo Nakajima, attore e stuntman giapponese († 2017)
- 1929 - Zbigniew Nienacki, scrittore polacco († 1994)
- 1929 - Luigi Porcari, politico e avvocato italiano († 1999)
- 1929 - Elio Providenti, bibliotecario, scrittore e storico italiano
- 1929 - Giacomo Soffiantino, pittore italiano († 2013)
- 1929 - Don Sullivan, attore, cantante e compositore statunitense († 2018)
- 1929 - Luc Van Hoyweghen, calciatore belga († 2013)
- 1930 - Adonis, poeta e saggista siriano
- 1930 - Frank Agrama, regista e produttore cinematografico egiziano († 2023)
- 1930 - Alfredo Alaria, attore, ballerino e coreografo argentino († 1999)
- 1930 - Geeta Bali, attrice indiana († 1965)
- 1930 - Antonio Balletto, religioso italiano († 2008)
- 1930 - Bitti Bergamo, tennista e imprenditore italiano († 1979)
- 1930 - Ovidio Capitani, storico e saggista italiano († 2012)
- 1930 - Andrea Maria Erba, vescovo cattolico italiano († 2016)
- 1930 - Barkat Gourad Hamadou, politico gibutiano († 2018)
- 1930 - Ty Hardin, attore statunitense († 2017)
- 1930 - Sihung Lung, attore taiwanese († 2002)
- 1930 - Maurizio Mannelli, pallanuotista italiano († 2014)
- 1930 - Ja'far al-Nimeyri, generale e politico sudanese († 2009)
- 1930 - Piero Sanavio, scrittore e saggista italiano († 2019)
- 1930 - Marc Sardelli, pittore, disegnatore e incisore italiano
- 1930 - Frederick Wiseman, regista, produttore cinematografico e montatore statunitense
- 1931 - Muhammad Ali Samatar, politico e generale somalo († 2016)
- 1931 - Anatolij Bogdanov, tiratore a segno sovietico († 2001)
- 1931 - Gianuario Carta, politico italiano († 2017)
- 1931 - Furio Colombo, giornalista, scrittore e politico italiano († 2025)
- 1931 - Oscar Ferrari, calciatore italiano († 1995)
- 1931 - Lorenzo Nuvoletta, mafioso italiano († 1994)
- 1931 - Refik Resmja, calciatore e allenatore di calcio albanese († 1997)
- 1931 - Bruno Sacchi, architetto italiano († 2011)
- 1932 - Ahmet Berman, calciatore turco († 1980)
- 1932 - Franco Bordoni, baritono italiano († 2020)
- 1932 - Richard Boucher, calciatore e allenatore di calcio francese († 2017)
- 1932 - Lewis John Carlino, sceneggiatore, regista e drammaturgo statunitense († 2020)
- 1932 - Ferenc Czvikovszky, schermidore ungherese († 2021)
- 1932 - Alessandro Fantini, ciclista su strada italiano († 1961)
- 1932 - Carlo Felici, politico italiano
- 1932 - Gonario Gianoglio, politico italiano († 2021)
- 1932 - Nedim Günar, calciatore turco († 2011)
- 1932 - Barbara Henry, insegnante statunitense
- 1932 - Kenneth Kitchen, egittologo britannico († 2025)
- 1932 - Kurt Lindeman, ex pentatleta finlandese
- 1932 - Mario Molli, scenografo e attore cinematografico italiano († 2007)
- 1932 - Giuseppe Patanè, direttore d'orchestra italiano († 1989)
- 1932 - Veselin Penkov, cestista bulgaro
- 1932 - Ann-Sofi Pettersson, ex ginnasta svedese
- 1932 - Franco Simongini, giornalista, critico d'arte e regista italiano († 1994)
- 1932 - Wang Xingang, attore cinese
- 1932 - Khaled al-Asaad, archeologo, scrittore e traduttore siriano († 2015)
- 1933 - Ninì Ardito, arbitro di pallacanestro italiano († 2016)
- 1933 - Carlo Alberto Cernuschi, ex calciatore italiano
- 1933 - Rudy De Cadaval, poeta e saggista italiano († 2021)
- 1933 - Ford Konno, ex nuotatore statunitense
- 1933 - Alicia Nash, fisica e informatica statunitense († 2015)
- 1933 - Waichirō Ōmura, calciatore giapponese
- 1933 - Joe Orton, drammaturgo inglese († 1967)
- 1933 - Luigi Pennacchio, saltatore con gli sci italiano († 2001)
- 1933 - Achille Solano, archeologo italiano († 2012)
- 1933 - Tadeusz Trojanowski, lottatore polacco († 1997)
- 1933 - Giuseppe Viola, pittore italiano († 2010)
- 1934 - Chitra Bahadur K.C., politico e sindacalista nepalese
- 1934 - Ramases, musicista britannico († 1976)
- 1934 - Washington Cacciavillani, allenatore di calcio e calciatore uruguaiano († 1997)
- 1934 - Luciana Capodanno, giocatrice di bridge italiana († 2013)
- 1934 - Mona Fong, produttrice cinematografica, produttrice televisiva e cantante cinese († 2017)
- 1934 - Hiroshi Hasegawa, pilota motociclistico giapponese († 2023)
- 1934 - Lakhdar Brahimi, diplomatico e politico algerino
- 1934 - Raúl Eduardo Vela Chiriboga, cardinale e arcivescovo cattolico ecuadoriano († 2020)
- 1934 - Muzaffar al Nawab, poeta, scrittore e letterato iracheno († 2020)
- 1935 - Carmelo Azzarà, politico italiano († 1999)
- 1935 - Victor Batarseh, medico e politico palestinese
- 1935 - Jim Coshow, cestista statunitense († 2024)
- 1935 - Chico Feitosa, cantante, compositore e chitarrista brasiliano († 2004)
- 1935 - Lionel Giroux, wrestler canadese († 1995)
- 1935 - Chieko Hosokawa, fumettista giapponese
- 1935 - Brian G. Hutton, attore e regista statunitense († 2014)
- 1935 - Eiko Kadono, scrittrice giapponese
- 1935 - B. Kliban, fumettista statunitense († 1990)
- 1935 - Enrico Minto, calciatore italiano († 2023)
- 1935 - Rinaldo Olivieri, allenatore di calcio e calciatore italiano († 1991)
- 1935 - Mariù Pascoli, attrice italiana († 2018)
- 1935 - Tobia Scarpa, architetto, designer e restauratore italiano
- 1935 - Digby Smith, storico britannico († 2024)
- 1935 - Giuseppe Vaiana, astrofisico italiano († 1991)
- 1935 - Giorgio Zanniboni, politico italiano († 2011)
- 1936 - Luca Cafiero, attivista e politico italiano († 2016)
- 1936 - Francesco Castro, giurista e islamista italiano († 2006)
- 1936 - Jūratė Daktaraitė, ex cestista sovietica
- 1936 - Dieter Fischer, calciatore tedesco orientale († 2016)
- 1936 - Claude Hagège, linguista francese
- 1936 - Steinar Johannessen, calciatore norvegese († 2019)
- 1936 - Ahmet Suat Özyazıcı, allenatore di calcio e calciatore turco († 2023)
- 1936 - Franco Pedrazzini, dirigente sportivo italiano († 2010)
- 1936 - Emiliano Queiroz, attore, comico e conduttore televisivo brasiliano († 2024)
- 1936 - Louis Rostollan, ciclista su strada francese († 2020)
- 1937 - Eros Bacciucchi, artista italiano
- 1937 - Antonio Cassese, giurista italiano († 2011)
- 1937 - Gianni Colombo, artista italiano († 1993)
- 1937 - Rosetta Cutolo, mafiosa italiana († 2023)
- 1937 - Giuseppe Di Giugno, inventore e fisico italiano
- 1937 - Mitsuo Itō, pilota motociclistico giapponese († 2019)
- 1937 - Vlatko Marković, dirigente sportivo, allenatore di calcio e calciatore jugoslavo († 2013)
- 1937 - Bob McNair, imprenditore e dirigente sportivo statunitense († 2018)
- 1937 - Janusz Michałowski, attore polacco
- 1937 - Petros Markarīs, scrittore, drammaturgo e sceneggiatore armeno
- 1937 - Primo Nardello, ciclista su strada italiano († 2023)
- 1938 - Neil Connery, attore britannico († 2021)
- 1938 - Bill Emerson, politico statunitense († 1996)
- 1938 - Gimax, pilota automobilistico italiano († 2021)
- 1938 - Robert Jankel, designer britannico († 2005)
- 1938 - Frank Langella, attore statunitense
- 1938 - Fu'ad Ma'sum, politico iracheno
- 1938 - Betty Missiego, cantante spagnola
- 1938 - Guido Postiglione, ex calciatore italiano
- 1938 - Dario Stolfa, calciatore e allenatore di calcio italiano († 2020)
- 1938 - Masaharu Ueda, direttore della fotografia giapponese († 2025)
- 1938 - Jole Zanetti, scrittrice italiana
- 1939 - Shingo Araki, animatore e character designer giapponese († 2011)
- 1939 - Zoilo Domínguez, cestista argentino († 2020)
- 1939 - Fritz Enskat, tuffatore tedesco († 2023)
- 1939 - Ali Mahdi Mohamed, politico somalo († 2021)
- 1939 - Clemente Mattei, calciatore italiano († 2024)
- 1939 - Michèle Mercier, attrice francese
- 1939 - Phil Read, pilota motociclistico britannico († 2022)
- 1939 - Valerij Sablin, militare sovietico († 1976)
- 1939 - Giuliano Spazzali, avvocato e attivista italiano
- 1939 - Kazuo Tomita, ex nuotatore giapponese
- 1939 - Amedeo Zini, ex pilota motociclistico italiano
- 1939 - Antonio Carlos da Fontoura, regista, sceneggiatore e produttore cinematografico brasiliano
- 1940 - Asrani, attore e regista indiano
- 1940 - Lakīs Avraamidīs, ex calciatore cipriota
- 1940 - Bernd Barleben, ex pistard tedesco
- 1940 - Patricia Cody, tennista statunitense († 2004)
- 1940 - Emilio Del Giudice, fisico e divulgatore scientifico italiano († 2014)
- 1940 - Bohdan Likszo, cestista polacco († 1993)
- 1940 - Arnold Mindell, psicologo statunitense († 2024)
- 1940 - Giovanni Nonne, politico e imprenditore italiano
- 1940 - Martin Shakar, attore statunitense
- 1940 - John F. Sowa, informatico statunitense
- 1940 - Giovanni Udovicich, calciatore italiano († 2019)
- 1940 - Ippei Kuri, fumettista giapponese († 2023)
- 1941 - Simón Andreu, attore spagnolo
- 1941 - Ronald Barnes, tennista brasiliano († 2002)
- 1941 - Martin Evans, biologo e genetista britannico
- 1941 - Annie Gorassini, attrice e paroliera italiana
- 1941 - Danilo Grassi, ex ciclista su strada italiano
- 1941 - Roland Grip, calciatore svedese († 2024)
- 1941 - Guido Guidi, fotografo italiano
- 1941 - Ugo Longo, dirigente sportivo italiano († 2009)
- 1941 - Bernard Lortat-Jacob, etnologo e etnomusicologo francese († 2024)
- 1941 - Maurizio Monti, paroliere e cantautore italiano († 2021)
- 1941 - Dragan Popović, ex calciatore e allenatore di calcio jugoslavo
- 1941 - Abdiqasim Salad Hassan, politico somalo
- 1941 - Lynn Steen, matematico statunitense († 2015)
- 1941 - Héctor Zerrillo, calciatore argentino († 2010)
- 1942 - Bruno Arcari, ex pugile italiano
- 1942 - Dennis Archer, politico statunitense
- 1942 - James Baffico, regista, attore e produttore cinematografico statunitense
- 1942 - Martin Frost, politico statunitense
- 1942 - Célestin Gaombalet, politico centrafricano († 2017)
- 1942 - Mahama Johnson Traoré, regista senegalese († 2010)
- 1942 - Brian Kernighan, informatico canadese
- 1942 - Lucjan Kudzia, ex slittinista polacco
- 1942 - Luigi Manna, politico italiano
- 1942 - Country Joe McDonald, cantautore statunitense
- 1942 - Alassane Ouattara, politico e economista ivoriano
- 1942 - Gennadij Vasil'evič Sarafanov, cosmonauta sovietico († 2005)
- 1942 - Marich Man Singh Shrestha, politico nepalese († 2013)
- 1942 - Greta Vaillant, attrice e scrittrice francese († 2000)
- 1942 - John Verdon, scrittore statunitense
- 1942 - Antonio Vittorio Vivaldi, giocatore di bridge italiano
- 1942 - Adil Abd al-Mahdi, politico iracheno
- 1943 - Antonello Aglioti, sceneggiatore e regista italiano († 2013)
- 1943 - Makīs Alkiviadīs, ex calciatore cipriota
- 1943 - Herbert Blöcker, cavaliere tedesco († 2014)
- 1943 - Sharon Brown, modella statunitense
- 1943 - Dick Danello, cantante, compositore e attore italiano
- 1943 - Rini Dobber, nuotatrice olandese
- 1943 - Kathleen Eagan, politica statunitense
- 1943 - Erica Fischer, scrittrice austriaca
- 1943 - Giorgio Gagliani, economista italiano († 2004)
- 1943 - Renato Gavinelli, calciatore italiano († 2024)
- 1943 - Stanley Kamel, attore statunitense († 2008)
- 1943 - Tony Knowles, politico statunitense
- 1943 - Mohamed Mahmoud Ould Louly, politico e militare mauritano († 2019)
- 1943 - Jesús Manzaneque, ex ciclista su strada spagnolo
- 1943 - Franco Morpurgo, attivista italiano († 2006)
- 1943 - Don Novello, attore, doppiatore e sceneggiatore statunitense
- 1943 - Ronald Perelman, imprenditore statunitense
- 1943 - Richard Sennett, sociologo, critico letterario e scrittore statunitense
- 1943 - Allan Starski, scenografo polacco
- 1943 - Manuel Valerio, cestista peruviano
- 1944 - Franco Agostinelli, vescovo cattolico italiano
- 1944 - Mohammed Alaoui, ex cestista marocchino
- 1944 - Zdzisław Ambroziak, pallavolista e giornalista polacco († 2004)
- 1944 - Ferdinando Balzarro, scrittore, karateka e maestro di karate italiano
- 1944 - Omar Hasan Ahmad al-Bashir, generale e politico sudanese
- 1944 - Felice Bertola, pallonista italiano
- 1944 - Juan Manuel Canós, ex calciatore spagnolo
- 1944 - Francisco Cámera, ex calciatore uruguaiano
- 1944 - José Manuel Díaz Novoa, ex calciatore e allenatore di calcio spagnolo
- 1944 - Abdul Hamid, politico bangladese
- 1944 - Jimmy Hart, compositore e musicista statunitense
- 1944 - Giovanni Ialongo, dirigente d'azienda italiano
- 1944 - Suzy Kendall, attrice britannica
- 1944 - Zafarullah Khan Jamali, politico pakistano († 2020)
- 1944 - Renzo Paris, poeta, scrittore e critico letterario italiano
- 1944 - Roberta Petrelluzzi, conduttrice televisiva, regista televisiva e autrice televisiva italiana
- 1944 - Andy Provan, calciatore scozzese († 2023)
- 1944 - Massimo Vitali, fotografo italiano
- 1944 - Eloy de la Iglesia, regista e sceneggiatore spagnolo († 2006)
- 1944 - Ján Čarnogurský, politico slovacco
- 1945 - Diahnne Abbott, attrice statunitense
- 1945 - Lidia Barbieri Sacconaghi, sciatrice alpina italiana († 2002)
- 1945 - Luigi Alberto Bianchi, violista e violinista italiano († 2018)
- 1945 - Tonino Biondini, fondista italiano († 1983)
- 1945 - Giovanni Cattai, ex calciatore italiano
- 1945 - Giuseppe Di Giacomo, filosofo e saggista italiano
- 1945 - Francesco Gallina, calciatore italiano († 2021)
- 1945 - Rossano Giampaglia, allenatore di calcio e calciatore italiano († 2005)
- 1945 - Carlo Giordana, attore italiano († 2020)
- 1945 - Ekki Göpelt, cantante, conduttore televisivo e conduttore radiofonico tedesco († 2016)
- 1945 - Pietro Grasso, politico e ex magistrato italiano
- 1945 - Jacky Ickx, ex pilota automobilistico belga
- 1945 - Jimmy Jones, ex cestista statunitense
- 1945 - Yehezkel Katzav, calciatore israeliano († 2022)
- 1945 - Steve Kramer, ex cestista statunitense
- 1945 - Adolfo Manis, ex politico italiano
- 1945 - Mario Mattioli, pallavolista e allenatore di pallavolo italiano († 2003)
- 1945 - Danilo Mayer, ex calciatore italiano
- 1945 - Janet Mikhail, politica palestinese
- 1945 - Moncho Monsalve, ex cestista e allenatore di pallacanestro spagnolo
- 1945 - James L. Resseguie, pastore protestante e biblista statunitense
- 1945 - Rüdiger Safranski, filosofo tedesco
- 1945 - Zoltán Varga, allenatore di calcio e calciatore ungherese († 2010)
- 1945 - Yuen Wo Ping, regista e coreografo hongkonghese
- 1945 - Gail Zappa, imprenditrice statunitense († 2015)
- 1946 - Joan Busquets, architetto e urbanista spagnolo
- 1946 - João Henrique, pugile brasiliano († 1982)
- 1946 - Rick Hurst, attore statunitense († 2025)
- 1946 - Dave Jokerst, ex calciatore statunitense
- 1946 - Spiro Latsis, banchiere greco
- 1946 - Samuel Mbugua, ex pugile keniota
- 1946 - Giuseppe Morrone, politico italiano
- 1946 - John Njue, cardinale e arcivescovo cattolico keniota
- 1946 - Emiddio Novi, giornalista e politico italiano († 2018)
- 1946 - Clifford Odame, ex calciatore ghanese
- 1946 - Fernando Panico, vescovo cattolico italiano
- 1946 - Silvano Piccardi, attore, regista teatrale e doppiatore italiano
- 1946 - Rivelino, ex calciatore e allenatore di calcio brasiliano
- 1946 - Horst-Rüdiger Schlöske, ex atleta tedesco
- 1946 - Takão, allenatore di calcio a 5 brasiliano
- 1946 - Bonnie Zacherle, illustratrice e designer statunitense
- 1946 - Tat'jana Žuk, pattinatrice artistica su ghiaccio sovietica († 2011)
- 1947 - K'akhi Asatiani, politico, allenatore di calcio e calciatore sovietico († 2002)
- 1947 - Bobby Averell, ex calciatore nordirlandese
- 1947 - Gary B.B. Coleman, chitarrista, cantante e produttore discografico statunitense († 1994)
- 1947 - Jon Corzine, politico e banchiere statunitense
- 1947 - F.R. David, cantautore, compositore e bassista francese
- 1947 - Giannīs Dragasakīs, politico greco
- 1947 - Isaak Fridberg, regista sovietico
- 1947 - James K. Glassman, giornalista, politico e diplomatico statunitense
- 1947 - Keith Griffith, allenatore di calcio barbadiano († 2025)
- 1947 - Peter Lankhorst, ex politico olandese
- 1947 - Shmuel Melika, calciatore israeliano († 2011)
- 1947 - Manuel Mendoza, ex calciatore portoghese
- 1947 - Eva Mikulášková, ex cestista cecoslovacca
- 1947 - Alan Moore, batterista britannico
- 1947 - Michael O'Haughey, attore teatrale e sopranista sudafricano
- 1947 - Lanfranco Pace, giornalista e scrittore inglese († 2023)
- 1947 - László Polgár, basso ungherese († 2010)
- 1947 - Potele, ex calciatore spagnolo
- 1947 - Nicola Putignano, politico italiano
- 1947 - Vladimir Titov, cosmonauta sovietico
- 1947 - Amanzio Todini, regista e sceneggiatore italiano († 1995)
- 1947 - Cemil Turan, ex calciatore turco
- 1947 - Hideaki Yanagida, ex lottatore giapponese
- 1947 - Giorgio Zoff, allenatore di calcio e ex calciatore italiano
- 1947 - Angelo d'Orsi, storico della filosofia e giornalista italiano
- 1948 - Alfredo Alario, ex calciatore italiano
- 1948 - Allan Alcorn, informatico statunitense
- 1948 - Devlet Bahçeli, politico e economista turco
- 1948 - Arthur Bloch, umorista e scrittore statunitense
- 1948 - Edward Boye, ex calciatore ghanese
- 1948 - Gino Bucchino, politico italiano
- 1948 - Bengt C.W. Carlsson, attore svedese
- 1948 - Famiano Crucianelli, politico e medico italiano
- 1948 - Pavel Gračëv, generale russo († 2012)
- 1948 - Romy Haag, ballerina, cantante e attrice olandese
- 1948 - Alex Mingle, ex calciatore ghanese
- 1948 - David Christie, cantante, compositore e produttore discografico francese († 1997)
- 1948 - Joe Petagno, disegnatore statunitense
- 1948 - Dick Quax, mezzofondista e maratoneta neozelandese († 2018)
- 1948 - Sam Robinson, ex cestista statunitense
- 1948 - Pierre Rosanvallon, storico francese
- 1948 - Guido Tampieri, sindacalista e politico italiano
- 1948 - Paolo Toni, insegnante italiano
- 1948 - Matilde Tortora, storica del cinema, scrittrice e saggista italiana
- 1948 - Ismael Zambada García, criminale messicano
- 1949 - Max Azria, stilista francese († 2019)
- 1949 - Carlo Bertini, ex cestista italiano
- 1949 - Titino Carrara, attore e regista teatrale italiano
- 1949 - Sue Jones-Davies, attrice, cantante e politica gallese
- 1949 - Larry Kaplan, informatico statunitense
- 1949 - Mucharbij Kiržinov, ex sollevatore sovietico
- 1949 - Témime Lahzami, ex calciatore tunisino
- 1949 - Lolo Matalasi Moliga, politico samoano americano
- 1949 - Lemanu Peleti Mauga, politico samoano americano
- 1949 - Alimzhan Tokhtakhounov, imprenditore, mafioso e sportivo russo
- 1949 - Tito Vázquez, allenatore di tennis e ex tennista argentino
- 1949 - Joe Vescovi, tastierista italiano († 2014)
- 1949 - Henry de Lesquen, funzionario e politico francese
- 1950 - Usman Alimov, teologo uzbeko († 2021)
- 1950 - Alberto Arbitrio, allenatore di calcio e ex calciatore italiano
- 1950 - Vasily Atajanyan, politico karabakho
- 1950 - Lindsey Beaven, ex tennista britannica
- 1950 - Giuliano Besson, imprenditore e ex sciatore alpino italiano
- 1950 - Pasquale Ciriello, costituzionalista e politico italiano († 2014)
- 1950 - Vladimir Cubrt, attore, produttore cinematografico e musicista canadese
- 1950 - Tony Currie, ex calciatore inglese
- 1950 - Antonio D'Addosio, ex calciatore italiano
- 1950 - Dominique Darel, modella e attrice francese († 1978)
- 1950 - Paolo De Crescenzo, pallanuotista e allenatore di pallanuoto italiano († 2017)
- 1950 - Morgan Fisher, tastierista e compositore britannico
- 1950 - Peter Frampton, truccatore britannico
- 1950 - Travis Grant, ex cestista statunitense
- 1950 - Robert Horn, sceneggiatore, librettista e produttore televisivo statunitense
- 1950 - Rocco Larizza, politico italiano
- 1950 - Gerard McSorley, attore irlandese
- 1950 - Deepa Mehta, regista indiana
- 1950 - Corradino Mineo, giornalista, politico e conduttore televisivo italiano
- 1950 - Eugenio Morel, ex calciatore paraguaiano
- 1950 - Valdís Óskarsdóttir, montatrice islandese
- 1950 - Mohamed Rouicha, cantautore marocchino († 2012)
- 1950 - Al Sanders, cestista statunitense († 1994)
- 1950 - Zsigmond Villányi, pentatleta ungherese († 1995)
- 1950 - Ronny Yu, regista, sceneggiatore e produttore cinematografico cinese
- 1950 - Fahd Jasim al-Furayj, generale e politico siriano
- 1951 - Dan Anderson, ex cestista statunitense
- 1951 - Mauro Avogadro, attore e regista italiano
- 1951 - Mimmo Cavallo, cantautore italiano
- 1951 - Alessio Colombini, cantautore e arrangiatore italiano
- 1951 - Cosimo Cordì, mafioso italiano († 1997)
- 1951 - Luca Dal Fabbro, attore, doppiatore e direttore del doppiaggio italiano
- 1951 - Jean-Claude Denis, fumettista francese
- 1951 - Prospero Gallinari, terrorista italiano († 2013)
- 1951 - Carlos Garfias Merlos, arcivescovo cattolico messicano
- 1951 - Sturla Gunnarsson, regista cinematografico islandese
- 1951 - Martha Haynes, astronoma statunitense
- 1951 - Brent Jennings, attore statunitense
- 1951 - Jakup Krasniqi, politico kosovaro
- 1951 - Armando Lora, ex ciclista su strada italiano
- 1951 - Loris Giuseppe Maconi, politico italiano
- 1951 - Mario Morisi, scrittore e giornalista francese
- 1951 - Sergej Nikulin, ex calciatore sovietico
- 1951 - Nana Patekar, attore indiano
- 1951 - Nancy Pitman, criminale statunitense
- 1951 - Hans-Joachim Stuck, ex pilota automobilistico tedesco
- 1951 - Gen'ichiro Takahashi, scrittore giapponese
- 1951 - Masaki Takemiya, giocatore di go giapponese
- 1952 - Jean-Paul Akono, ex calciatore e allenatore di calcio camerunese
- 1952 - Sewnet Bishaw, allenatore di calcio etiope
- 1952 - Nick Bourne, politico gallese
- 1952 - Gilberto Cappelli, compositore italiano
- 1952 - Franco Casalini, allenatore di pallacanestro italiano († 2022)
- 1952 - Domenico Cersosimo, economista e politico italiano
- 1952 - François Chatriot, pilota di rally francese
- 1952 - Giovanni Colzato, ex calciatore italiano
- 1952 - Alberto Cracco, attore italiano
- 1952 - Stephanie Faracy, attrice statunitense
- 1952 - Simone Fraccaro, ex ciclista su strada e pistard italiano
- 1952 - Sergio Fusetti, restauratore italiano
- 1952 - Domenico Gallo, politico italiano
- 1952 - Hamad bin Khalifa Al Thani, emiro qatariota
- 1952 - Mahamadou Issoufou, politico nigerino
- 1952 - Carlo Macchitella, produttore cinematografico, produttore televisivo e saggista italiano († 2023)
- 1952 - Massimo Mesciulam, attore, regista e pedagogo italiano
- 1952 - Roberto Paleari, ex cestista italiano
- 1952 - Gianni Pinnizzotto, fotografo e giornalista italiano
- 1952 - Bruno Ranieri, ex calciatore italiano
- 1952 - David Rodriguez, attore e poeta statunitense († 2015)
- 1952 - Matt Roe, attore statunitense († 2003)
- 1952 - Valcho Stoev, ex pesista bulgaro
- 1952 - Tarcisio Tarquini, giornalista e critico letterario italiano
- 1952 - Juryj Zacharanka, generale bielorusso
- 1952 - René de Ceccatty, scrittore e traduttore francese
- 1953 - Maureen Beattie, attrice britannica
- 1953 - Paul Collet, regista, sceneggiatore e produttore cinematografico belga
- 1953 - Jonny Coyne, attore britannico
- 1953 - Rick Darnell, ex cestista statunitense
- 1953 - Afonso Dhlakama, politico mozambicano († 2018)
- 1953 - Philippe Douste-Blazy, medico e politico francese
- 1953 - Han Shaogong, scrittore cinese
- 1953 - David Jacobson, regista e sceneggiatore statunitense
- 1953 - Zoran Janković, politico e imprenditore sloveno
- 1953 - Gary Johnson, politico statunitense
- 1953 - Salman Khurshid, politico e avvocato indiano
- 1953 - Alpha Blondy, cantante ivoriano
- 1953 - Tito Larriva, cantante, musicista e attore messicano
- 1953 - Abel Montagut, scrittore, traduttore e esperantista andorrano
- 1953 - Fulgencio Obelmejias, ex pugile venezuelano
- 1953 - Andrea Ruffolo, architetto, scrittore e pittore italiano
- 1953 - Nicolaus Schmidt, artista, pittore e fotografo tedesco
- 1953 - Mary Sweeney, montatrice, produttrice cinematografica e sceneggiatrice statunitense
- 1953 - Yılmaz Vural, allenatore di calcio e ex calciatore turco
- 1954 - Ian Bartholomew, attore e cantante britannico
- 1954 - Tanella Boni, scrittrice, poetessa e saggista ivoriana
- 1954 - Attila Császári, ex pentatleta e nuotatore ungherese
- 1954 - Djimrangar Dadnadji, politico ciadiano († 2019)
- 1954 - Eduardo Dussek, cantante, pianista e attore brasiliano
- 1954 - Richard Edson, attore e musicista statunitense
- 1954 - Juan de Marcos González, musicista cubano
- 1954 - Giorgio Grand, regista italiano
- 1954 - Desideria Guicciardini, illustratrice e disegnatrice italiana
- 1954 - Ryūichi Hiroki, regista giapponese
- 1954 - Akira Kudō, ex lottatore giapponese
- 1954 - Irina Maleeva, attrice bulgara
- 1954 - Ria van der Meijs, ex cestista olandese
- 1954 - Bob Menendez, politico e avvocato statunitense
- 1954 - Leonard Mlodinow, fisico, scrittore e sceneggiatore statunitense
- 1955 - Francesco Paolo Anselmo, ex cestista e allenatore di pallacanestro italiano
- 1955 - Alexandru Athanasiu, politico rumeno
- 1955 - Abbas Bahri, matematico tunisino († 2016)
- 1955 - Mark Leonard Bartchak, vescovo cattolico statunitense
- 1955 - Mary Beard, storica e saggista britannica
- 1955 - Ole Beich, chitarrista e bassista danese († 1991)
- 1955 - Bob Brudzinski, ex giocatore di football americano statunitense
- 1955 - Stefano Capozucca, dirigente sportivo e ex calciatore italiano
- 1955 - Oumar Dia, ex cestista senegalese
- 1955 - Paul Ginsparg, fisico statunitense
- 1955 - Giovanni X Yazigi, arcivescovo ortodosso siriano
- 1955 - Marilina Intrieri, politica e sindacalista italiana
- 1955 - Mohammed Karam, allenatore di calcio e ex calciatore kuwaitiano
- 1955 - Douglas Kennedy, scrittore statunitense
- 1955 - Paul Marchioni, ex calciatore francese
- 1955 - Ioan-Aurel Pop, storico rumeno
- 1955 - Fausto Roma, artista e scultore italiano
- 1955 - Simon Schaffer, storico della scienza britannico
- 1955 - Tarlok Singh, ex cestista indiano
- 1955 - Mulatu Teshome, politico etiope
- 1955 - Wai Ka-Fai, regista, sceneggiatore e produttore cinematografico hongkonghese
- 1955 - Jesús María Zamora, ex calciatore spagnolo
- 1956 - Sergej Vasil'evič Avdeev, cosmonauta russo
- 1956 - Desiree Cousteau, ex attrice pornografica statunitense
- 1956 - Marin Dragnea, allenatore di calcio e ex calciatore rumeno
- 1956 - Ayatullah Durrani, politico pakistano († 2020)
- 1956 - Mona Fandey, criminale malese († 2001)
- 1956 - George Gallo, sceneggiatore, pittore e regista statunitense
- 1956 - Andy Gill, chitarrista e produttore discografico britannico († 2020)
- 1956 - Giovanni, arcivescovo ortodosso albanese
- 1956 - Abdalla Hamdok, economista, politico e funzionario sudanese
- 1956 - Dmytro Hryhorak, vescovo cattolico ucraino
- 1956 - Mark Reynolds Hughes, dirigente d'azienda statunitense († 2000)
- 1956 - Christine Lagarde, politica, avvocata e banchiera francese
- 1956 - Andrew Lesnie, direttore della fotografia australiano († 2015)
- 1956 - Margherita Spagnuolo Lobb, psicologa e psicoterapeuta italiana
- 1956 - Mustapha Madih, allenatore di calcio marocchino († 2018)
- 1956 - Ulrich Marten, ex tennista tedesco
- 1956 - Sheila McCarthy, attrice canadese
- 1956 - Mike Mitchell, cestista statunitense († 2011)
- 1956 - Eva Orlowsky, ex attrice pornografica italiana
- 1956 - Ziad Rahbani, compositore e pianista libanese († 2025)
- 1956 - Tony Robertson, ex cestista statunitense
- 1956 - Vincenzo Sinagra, mafioso e collaboratore di giustizia italiano
- 1956 - José Luis Sosa, calciatore uruguaiano († 2021)
- 1956 - Angelo Teodoli, dirigente d'azienda italiano
- 1956 - Kōji Yakusho, attore giapponese
- 1956 - Richard Zimler, scrittore e poeta statunitense
- 1957 - Gary Barber, produttore cinematografico sudafricano
- 1957 - Franco Cardiello, politico italiano
- 1957 - Leonardo Gori, scrittore italiano
- 1957 - Vladimir Kiselëv, pesista sovietico († 2021)
- 1957 - Christopher Moore, scrittore e blogger statunitense
- 1957 - Phillip Omondi, allenatore di calcio e calciatore ugandese († 1999)
- 1957 - Kalzeubet Pahimi Deubet, politico e imprenditore ciadiano
- 1957 - Marcelo Pazzini, ex giocatore di calcio a 5 brasiliano
- 1957 - Dario Pedretti, ex terrorista italiano
- 1957 - Karen Pence, insegnante e pittrice statunitense
- 1957 - Louise Pitre, attrice e cantante canadese
- 1957 - Fabrizio Pucci, attore, doppiatore e direttore del doppiaggio italiano
- 1957 - Ramaz Šengelija, calciatore sovietico († 2012)
- 1957 - Adam Struzik, politico e medico polacco
- 1957 - Evangelos Venizelos, politico greco
- 1957 - Pamela Villoresi, attrice italiana
- 1958 - Laima Andrikienė, politica lituana
- 1958 - Türgüt Aykaç, ex pugile turco
- 1958 - Benbella Benmiloud, ex calciatore e ex giocatore di calcio a 5 algerino
- 1958 - Carlo Borghi, ex calciatore italiano
- 1958 - David Clarke, ex mezzofondista e ex maratoneta britannico
- 1958 - Sandra Dini, ex altista italiana
- 1958 - Gunnstein Fjetland, ex calciatore norvegese
- 1958 - Rico Freiermuth, ex bobbista svizzero
- 1958 - Vadym Jevtušenko, allenatore di calcio e ex calciatore sovietico
- 1958 - Mohamed Magassouba, allenatore di calcio maliano
- 1958 - Erni Maissen, ex calciatore svizzero
- 1958 - Nardela, ex calciatore brasiliano
- 1958 - György Novath, ex calciatore ungherese
- 1958 - Sanda Bouba Oumarou, ex cestista e dirigente sportivo centrafricano
- 1958 - Flemming Rasmussen, produttore discografico danese
- 1958 - Grandmaster Flash, disc jockey barbadiano
- 1958 - Antonio Selvaggio, ex mezzofondista, generale, ex re d’Italia, feldmaresciallo di Israele israeliano
- 1958 - Piero Selvaggio, ex mezzofondista italiano
- 1958 - Naghma, cantante afghana
- 1958 - Dave Silk, ex hockeista su ghiaccio statunitense
- 1958 - David Wayne, cantante statunitense († 2005)
- 1958 - Andrzej Zgutczyński, ex calciatore polacco
- 1959 - Michael Didi Adgum Mangoria, arcivescovo cattolico sudanese
- 1959 - Andy Andrews, ex tennista statunitense
- 1959 - Azali Assoumani, politico comoriano
- 1959 - Arjan Bimo, ex calciatore albanese
- 1959 - Nigel Cole, regista britannico
- 1959 - Richard Croft, tenore statunitense
- 1959 - Panagiōtīs Giannakīs, allenatore di pallacanestro e ex cestista greco
- 1959 - Steven Knight, sceneggiatore e regista britannico
- 1959 - Ronnie Lester, ex cestista e dirigente sportivo statunitense
- 1959 - Hubertus Leteng, vescovo cattolico indonesiano († 2022)
- 1959 - Abdul Ahad Momand, cosmonauta afghano
- 1959 - Giovanni Motisi, mafioso italiano
- 1959 - Duncan Niederauer, dirigente d'azienda e dirigente sportivo statunitense
- 1959 - Lennart Nilsson, ex calciatore svedese
- 1959 - Michel Onfray, filosofo e saggista francese
- 1959 - Michele Pisacane, politico italiano
- 1959 - Jeff Pope, sceneggiatore, produttore televisivo e produttore cinematografico britannico
- 1959 - Narek Sargsyan, architetto armeno
- 1959 - Sergej Tašuev, allenatore di calcio russo
- 1959 - Sepp Wildgruber, ex sciatore alpino tedesco
- 1960 - Mehdi Abbasov, militare azero († 1992)
- 1960 - Mohamed Bazoum, politico nigerino
- 1960 - Thad Beier, informatico, effettista e animatore statunitense
- 1960 - Roberto Castello, danzatore e coreografo italiano
- 1960 - Luis Gabelo Conejo, ex calciatore costaricano
- 1960 - Sergej Danilin, slittinista russo († 2021)
- 1960 - Şebnem Dilligil, attrice turca
- 1960 - Carlo Facchini, musicista e compositore italiano
- 1960 - Piero Farabollini, geologo italiano
- 1960 - Mahmud Freihat, generale giordano
- 1960 - Necmi Gençalp, ex lottatore turco
- 1960 - Giuliano Giardini, ex sciatore alpino italiano
- 1960 - Diana Harshbarger, politica statunitense
- 1960 - Hakan Karahan, attore, scrittore e poeta turco
- 1960 - Hasan Lika, allenatore di calcio, dirigente sportivo e ex calciatore albanese
- 1960 - Liu Yuan, sassofonista e musicista cinese († 2024)
- 1960 - Pёtr Lucik, regista e sceneggiatore sovietico († 2000)
- 1960 - Giorgio Marchetti, dirigente sportivo italiano
- 1960 - Allen McKenzie, musicista statunitense
- 1960 - Frank Minnifield, ex giocatore di football americano statunitense
- 1960 - Walter Mirabelli, ex calciatore argentino
- 1960 - Akio Nakamori, giornalista e editore giapponese
- 1960 - James O'Barr, fumettista statunitense
- 1960 - Claudio Rampini, liutaio italiano
- 1960 - Omar Razzaz, politico giordano
- 1960 - Michael Seibert, ex danzatore su ghiaccio statunitense
- 1960 - Nassim Nicholas Taleb, saggista, matematico e filosofo libanese
- 1960 - Jeff Taylor, cestista statunitense († 2020)
- 1960 - Shin'ya Tsukamoto, regista, sceneggiatore e attore giapponese
- 1960 - Aleksej Borisovič Vyžmanavin, scacchista russo († 2000)
- 1960 - Danny Wilson, allenatore di calcio e ex calciatore nordirlandese
- 1960 - Masaaki Yanagishita, allenatore di calcio e ex calciatore giapponese
- 1960 - 'A'id al-Qarni, scrittore e poeta saudita
- 1961 - Altynaj Asylmuratova, ex ballerina e direttrice artistica russa
- 1961 - Cornelia Bargmann, neuroscienziata statunitense
- 1961 - Davide Cassani, dirigente sportivo, ex ciclista su strada e commentatore televisivo italiano
- 1961 - Leroy Combs, ex cestista statunitense
- 1961 - Ettore Dotti, vescovo cattolico e missionario italiano
- 1961 - Bożena Fedorczyk, attrice polacca
- 1961 - Luciano Fusini, ex calciatore italiano
- 1961 - Albin Killat, tuffatore tedesco
- 1961 - Boris Koreckij, ex schermidore sovietico
- 1961 - Habib Lakhal, lottatore tunisino
- 1961 - Donald Li, attore cinese
- 1961 - Mubarak Marzouq, ex calciatore kuwaitiano
- 1961 - Oğuz Okul, attore turco
- 1961 - Gabriel Oprea, politico e militare rumeno
- 1961 - Viktor Pasul'ko, allenatore di calcio e ex calciatore ucraino
- 1961 - Abdelhamid Sadmi, ex calciatore algerino
- 1961 - Francesco Sirufo, arcivescovo cattolico italiano
- 1961 - Lone Smidt Nielsen, ex calciatrice danese
- 1961 - Viačeslavas Sukristovas, ex calciatore lituano
- 1961 - Vanda Rinalda dal Col, ex cestista brasiliana
- 1961 - Ivo Šeparović, ex calciatore croato
- 1962 - Jana Angelakis, ex schermitrice statunitense
- 1962 - Lael Brainard, economista statunitense
- 1962 - Paola Capriolo, scrittrice e traduttrice italiana
- 1962 - Andreu Casadevall, allenatore di pallacanestro spagnolo
- 1962 - Marta Farolfi, politica italiana
- 1962 - Nenad Gračan, allenatore di calcio e ex calciatore jugoslavo
- 1962 - Frank Harper, attore e produttore cinematografico britannico
- 1962 - Mo Hayder, scrittrice britannica († 2021)
- 1962 - Pierce Holt, ex giocatore di football americano statunitense
- 1962 - Fabio Menta, ex pallavolista e allenatore di pallavolo italiano
- 1962 - Giōrgos Mītsimponas, calciatore greco († 1997)
- 1962 - Sven Nylander, ex ostacolista svedese
- 1962 - O'Groj, fumettista francese
- 1962 - Panos Skourletīs, politico greco
- 1962 - Viktor Tushaj, politico e insegnante albanese
- 1962 - Nematjan Zakirov, allenatore di calcio e ex calciatore kirghiso
- 1963 - Milo Aukerman, cantautore e biochimico statunitense
- 1963 - Leonardo De Amicis, direttore d'orchestra e compositore italiano
- 1963 - Srđan Dragojević, regista e sceneggiatore serbo
- 1963 - René Eijer, allenatore di calcio e ex calciatore olandese
- 1963 - Alberico Evani, allenatore di calcio e ex calciatore italiano
- 1963 - Jean-Marc Gounon, ex pilota automobilistico francese
- 1963 - Lina Kačiušytė, ex nuotatrice sovietica
- 1963 - Dražen Ladić, allenatore di calcio e ex calciatore croato
- 1963 - Milan Luhový, ex calciatore cecoslovacco
- 1963 - Carmelo Massimo Misiti, medico e politico italiano
- 1963 - Adam Solomon, chitarrista e cantante keniota
- 1963 - Alan Webb, allenatore di calcio e ex calciatore inglese
- 1963 - Luc Winants, scacchista belga († 2023)
- 1964 - Mahdi Al-Ragdi, ex giocatore di calcio a 5 saudita
- 1964 - Rima Batalova, ex atleta paralimpica, dirigente sportiva e politica russa
- 1964 - Moussa Dadis Camara, militare guineano
- 1964 - Massimo Ceccoli, ex calciatore sammarinese
- 1964 - Rubén Celiberti, ballerino, coreografo e cantante argentino
- 1964 - Walter Da Pozzo, attore, drammaturgo e sceneggiatore italiano († 2019)
- 1964 - Juliana Donald, attrice statunitense
- 1964 - Ron Gilbert, autore di videogiochi statunitense
- 1964 - Paolo Giulietti, arcivescovo cattolico italiano
- 1964 - Rawi Hage, scrittore e fotografo canadese
- 1964 - Sayuri Ichiishi, animatrice giapponese
- 1964 - Khaled Khalifa, scrittore e poeta siriano († 2023)
- 1964 - Toni Kordic, ex cestista canadese
- 1964 - Yunan Tombe Trille Kuku Andali, vescovo cattolico sudanese
- 1964 - Aleksandr Lapin, generale russo
- 1964 - Heinz Lüthi, pilota motociclistico svizzero
- 1964 - Stephen Norrington, regista e effettista britannico
- 1964 - Dedee Pfeiffer, attrice statunitense
- 1964 - Franz Rossi, scrittore e blogger italiano
- 1964 - Aleksejs Šarando, ex calciatore lettone
- 1964 - Camelia Solovăstru, ex cestista rumena
- 1964 - Ken Yaremchuk, ex hockeista su ghiaccio canadese
- 1964 - Antonio Zequila, attore e personaggio televisivo italiano
- 1964 - Natal'ja Čerkačeva, ex cestista russa
- 1965 - Ramzi Al-Osaimi, ex giocatore di calcio a 5 saudita
- 1965 - Tim Burke, effettista britannico
- 1965 - Jorge Cauz, imprenditore e enciclopedista statunitense
- 1965 - Sebastiano D'Immè, carabiniere italiano († 1996)
- 1965 - Małgorzata Handzlik, politica e imprenditrice polacca
- 1965 - Abdoulaye Armin Kane, scultore, pittore e animatore senegalese
- 1965 - Lucas Kazan, regista e produttore cinematografico italiano
- 1965 - Anthony McGowan, scrittore britannico
- 1965 - Mauro Meluso, dirigente sportivo e ex calciatore italiano
- 1965 - Lisa Roberts Gillan, attrice e produttrice cinematografica statunitense
- 1965 - Asjat Saitov, ex ciclista su strada russo
- 1965 - Jurij Sapega, pallavolista e allenatore di pallavolo sovietico († 2005)
- 1965 - Terri Sewell, politica e avvocato statunitense
- 1965 - Burhan Tia, allenatore di calcio sudanese
- 1965 - Šaban Trstena, ex lottatore macedone
- 1965 - Andrew Valmon, ex velocista statunitense
- 1966 - Abdullah Abu Humoud, ex giocatore di calcio a 5 saudita
- 1966 - Jeff Alu, astronomo statunitense
- 1966 - Valerij Asapov, generale russo († 2017)
- 1966 - Jon Callard, rugbista a 15, allenatore di rugby a 15 e dirigente sportivo britannico
- 1966 - Sebastiano Cubeddu, politico italiano
- 1966 - Peter Czernin, produttore cinematografico britannico
- 1966 - Ivica Dačić, politico serbo
- 1966 - Jacqueline Durran, costumista britannica
- 1966 - Nikolaj Guljaev, ex pattinatore di velocità su ghiaccio sovietico
- 1966 - Alexandra La Capria, sceneggiatrice e attrice italiana
- 1966 - Maris Lauri, politica e economista estone
- 1966 - John Maeda, designer, insegnante e batterista statunitense
- 1966 - Mika Nieminen, ex hockeista su ghiaccio finlandese
- 1966 - Tihomir Orešković, politico e dirigente d'azienda croato
- 1966 - Vladimir Plahotniuc, politico, dirigente d'azienda e filantropo moldavo
- 1966 - Matthew Smith, autore di videogiochi britannico
- 1967 - Mousa Al-Harbi, ex giocatore di calcio a 5 saudita
- 1967 - Juanma Bajo Ulloa, regista e sceneggiatore spagnolo
- 1967 - José Manuel Barla, allenatore di calcio e ex calciatore spagnolo
- 1967 - Marcelo Barticciotto, ex calciatore argentino
- 1967 - Vittoria Bogo Deledda, politica italiana († 2020)
- 1967 - Bernard Boiyo, ex maratoneta keniota
- 1967 - Stefano Bonaccini, politico italiano
- 1967 - Davide Carbonaro, arcivescovo cattolico italiano
- 1967 - John Digweed, disc jockey e produttore discografico britannico
- 1967 - Luis Garicano, politico e economista spagnolo
- 1967 - Ferdinando Gentile, allenatore di pallacanestro e ex cestista italiano
- 1967 - Iwona Godula, ex cestista polacca
- 1967 - Ernst Gossner, regista e sceneggiatore austriaco
- 1967 - Juanjo Guarnido, illustratore, fumettista e animatore spagnolo
- 1967 - Allamaye Halina, politico e diplomatico ciadiano
- 1967 - Andy Heck, ex giocatore di football americano e allenatore di football americano statunitense
- 1967 - Djalwana Laurent Lompo, arcivescovo cattolico nigerino
- 1967 - Vasilīs Lypīridīs, ex cestista greco
- 1967 - Tony McNamara, sceneggiatore e regista australiano
- 1967 - Chidi Nwanu, ex calciatore nigeriano
- 1967 - Ihor Pavljuk, poeta e scrittore ucraino
- 1967 - Lisbeth Scott, cantante statunitense
- 1967 - Sharon Small, attrice scozzese
- 1967 - Derrick Thomas, giocatore di football americano statunitense († 2000)
- 1967 - Spencer Tunick, fotografo statunitense
- 1967 - Mehmet Şimşek, politico e economista turco
- 1968 - Francesca Alotta, cantante italiana
- 1968 - Nathalie Boutefeu, attrice e sceneggiatrice francese
- 1968 - Giuseppe Capotondi, regista italiano
- 1968 - Michael Deffert, attore e doppiatore tedesco († 2021)
- 1968 - Antonio Grenci, ex hockeista su ghiaccio italiano
- 1968 - Miki Higashino, compositrice giapponese
- 1968 - Liang Chow, allenatore di ginnastica artistica e ex ginnasta cinese
- 1968 - Guy Mezger, artista marziale misto statunitense
- 1968 - Frédéric Monetti, ex cestista francese
- 1968 - Hendrik Stedler, musicista tedesco
- 1968 - Joey Stefano, attore pornografico statunitense († 1994)
- 1968 - Guido Tomassucci, fantino italiano
- 1968 - Davor Šuker, dirigente sportivo e ex calciatore jugoslavo
- 1969 - Ben Blushi, giornalista, scrittore e politico albanese
- 1969 - Alessandro Bovo, ex pallanuotista e allenatore di pallanuoto italiano
- 1969 - Massimiliano Catena, calciatore italiano († 1992)
- 1969 - Morris Chestnut, attore statunitense
- 1969 - Abdelkader El Mouaziz, ex maratoneta marocchino
- 1969 - Christine Goerke, soprano statunitense
- 1969 - Hari Kunzru, scrittore e giornalista britannico
- 1969 - Paul Lawrie, golfista scozzese
- 1969 - Jake Nava, regista britannico
- 1969 - Mr. Lawrence, doppiatore e sceneggiatore statunitense
- 1969 - Rauno Pehka, allenatore di pallacanestro e ex cestista estone
- 1969 - Paulo Sérgio Rosa, ex calciatore brasiliano
- 1969 - Verne Troyer, attore statunitense († 2018)
- 1969 - Jean-Luc Vasseur, allenatore di calcio e ex calciatore francese
- 1969 - Luca Visentini, sindacalista italiano
- 1970 - Roberto Accardi, sportivo italiano
- 1970 - Roberto Álamo, attore spagnolo
- 1970 - Herman van den Belt, allenatore di pallacanestro olandese
- 1970 - Miguel Ángel Cabral, ex cestista spagnolo
- 1970 - Émilie Caen, attrice e produttrice cinematografica francese
- 1970 - Jeff Cardoni, compositore e polistrumentista statunitense
- 1970 - John Fortenberry, regista e produttore cinematografico statunitense
- 1970 - Petr Garabík, ex biatleta ceco
- 1970 - Markus Gier, ex canottiere svizzero
- 1970 - Abdul-Jabar Hashim Hanoon, ex calciatore iracheno
- 1970 - Tristan Hoffman, dirigente sportivo e ex ciclista su strada olandese
- 1970 - Stephen Kinnock, politico britannico
- 1970 - Sergej Kir'jakov, allenatore di calcio e ex calciatore russo
- 1970 - Razi Mohebi, regista cinematografico, sceneggiatore e attore cinematografico afghano
- 1970 - John Moore, regista, sceneggiatore e produttore cinematografico irlandese
- 1970 - İlham Məmmədov, ex calciatore azero
- 1970 - Evgenij Nikiforov, generale russo
- 1970 - Kimberly Page, statunitense
- 1970 - Shailja Patel, economista, poetessa e attivista keniana
- 1970 - Oliver Pötzsch, scrittore tedesco
- 1970 - Anselmo Robbiati, dirigente sportivo, allenatore di calcio e ex calciatore italiano
- 1970 - Grazia Schiavo, attrice italiana
- 1970 - Rekha Sharma, attrice canadese
- 1970 - Tom Sier, ex calciatore olandese
- 1970 - Jenno Topping, produttrice cinematografica statunitense
- 1970 - Hype Williams, regista statunitense
- 1971 - Sandro Alfaro, ex calciatore costaricano
- 1971 - Lorenzo Amurri, scrittore e musicista italiano († 2016)
- 1971 - Turgay Aydın, attore turco
- 1971 - Batur Altıparmak, ex calciatore turco
- 1971 - Marco Cerreto, politico e funzionario italiano
- 1971 - Caterina Dietschi, allenatrice di sci alpino e ex sciatrice alpina svizzera
- 1971 - Samuel Henson, ex lottatore statunitense
- 1971 - Bobby Holik, ex hockeista su ghiaccio cecoslovacco
- 1971 - Anthony Katagas, produttore cinematografico statunitense
- 1971 - Katarzyna Kozaczyk, modella e attrice polacca
- 1971 - Kevin Mitchell, giocatore di football americano statunitense († 2007)
- 1971 - DeObia Oparei, attore e drammaturgo britannico
- 1971 - Bridget Pettis, ex cestista e allenatrice di pallacanestro statunitense
- 1971 - Juan Carlos Plata, allenatore di calcio e ex calciatore guatemalteco
- 1971 - Chris Potter, sassofonista e clarinettista statunitense
- 1971 - Neill Rea, attore e direttore del casting neozelandese
- 1971 - Scott Riggs, pilota automobilistico statunitense
- 1971 - Jyotiraditya Rao Scindia, politico indiano
- 1971 - Ben Small, doppiatore britannico
- 1971 - Joe Tessitore, giornalista e telecronista sportivo statunitense
- 1971 - Waleed Zuaiter, attore statunitense
- 1971 - Markus von Ahlen, allenatore di calcio e ex calciatore tedesco
- 1972 - Khaled Al-Nafisah, ex giocatore di calcio a 5 saudita
- 1972 - Tom Barman, musicista e regista belga
- 1972 - Tracy Borman, storica e conduttrice televisiva britannica
- 1972 - Walter Boyd, ex calciatore giamaicano
- 1972 - Shane Carruth, attore e regista statunitense
- 1972 - Imaani, cantante britannica
- 1972 - Nehemia Gordon, biblista statunitense
- 1972 - Yermakhan Ibraimov, ex pugile kazako
- 1972 - Özlem İşseven, ex pallavolista turca
- 1972 - Azazel Jacobs, regista e sceneggiatore statunitense
- 1972 - Artur Jorge, allenatore di calcio e ex calciatore portoghese
- 1972 - Maile Meloy, scrittrice statunitense
- 1972 - Deanna Milligan, attrice canadese
- 1972 - Alejandro Montecchia, ex cestista e allenatore di pallacanestro argentino
- 1972 - Micaela Nevárez, attrice portoricana
- 1972 - Anton Suchý, ex calciatore slovacco
- 1972 - Robert Thorogood, sceneggiatore e scrittore britannico
- 1972 - Lilian Thuram, ex calciatore francese
- 1972 - Benjamin Tuček, regista, sceneggiatore e scrittore ceco
- 1972 - Camilla Vest, modella danese
- 1973 - Safouk Al-Temyat, ex calciatore e ex giocatore di calcio a 5 saudita
- 1973 - Shelda Bede, giocatrice di beach volley brasiliana
- 1973 - Fabio Cassanelli, sportivo italiano
- 1973 - Ivan Castiglione, attore italiano
- 1973 - Yusuf Dikeç, tiratore a segno turco
- 1973 - Mickey Evans, ex calciatore irlandese
- 1973 - Agustín García, ex calciatore messicano
- 1973 - Sergio G. Sánchez, sceneggiatore e regista spagnolo
- 1973 - Aslan Kərimov, ex calciatore azero
- 1973 - Li Fang, ex tennista cinese
- 1973 - Jimi Mistry, attore britannico
- 1973 - Nelofer Pazira, attrice e regista cinematografica afghana
- 1973 - Massimiliano Perziano, ex rugbista a 15 italiano
- 1973 - Claudia Pittelli, attrice, doppiatrice e dialoghista italiana
- 1973 - Paul Richardson, giocatore di calcio a 5 australiano
- 1974 - Azad, rapper tedesco
- 1974 - Dror Barak, attore pornografico e modello israeliano († 2012)
- 1974 - Mehdi Ben Slimane, ex calciatore tunisino
- 1974 - Mario Benetton, ex pistard italiano
- 1974 - Aleh Bjabenin, giornalista bielorusso († 2010)
- 1974 - Clare Calbraith, attrice britannica
- 1974 - Abha Dawesar, scrittrice indiana
- 1974 - Ivone De Franceschi, dirigente sportivo, allenatore di calcio e ex calciatore italiano
- 1974 - Gianluca Hervatin, allenatore di calcio e ex calciatore italiano
- 1974 - Emine Kara, attivista curda († 2022)
- 1974 - Derek Kilmer, politico statunitense
- 1974 - Chatuna Lorig, arciera georgiana
- 1974 - Wlady, disc jockey e produttore discografico italiano
- 1974 - Madeleine Peyroux, cantautrice statunitense
- 1974 - Teksin Pircanli, attrice turca
- 1974 - Thenmuli Rajaratnam, terrorista indiana († 1991)
- 1974 - Emiliano Salvetti, allenatore di calcio e ex calciatore italiano
- 1974 - İsmet Taşdemir, allenatore di calcio e ex calciatore turco
- 1974 - Giōrgos Theodotou, ex calciatore cipriota
- 1975 - Chris Anstey, ex cestista e allenatore di pallacanestro australiano
- 1975 - Federico Basso, comico e autore televisivo italiano
- 1975 - Rania al Baz, giornalista saudita
- 1975 - Sonali Bendre, attrice indiana
- 1975 - Joe Cannon, ex calciatore statunitense
- 1975 - Becky Kellar, ex hockeista su ghiaccio canadese
- 1975 - Markoolio, rapper finlandese
- 1975 - Ali Lemghaifry, arbitro di calcio mauritano
- 1975 - Julie Manase, attrice giapponese
- 1975 - Claire Mathon, direttrice della fotografia francese
- 1975 - Jeff Moss, hacker statunitense
- 1975 - Eiichirō Oda, fumettista giapponese
- 1975 - Ayman Odeh, politico arabo
- 1975 - Lorraine Pilkington, attrice irlandese
- 1975 - Luca Rigoni, ex hockeista su ghiaccio e ex hockeista in-line italiano
- 1975 - Bengt Sæternes, allenatore di calcio e ex calciatore norvegese
- 1975 - Andrij Sybiha, diplomatico e politico ucraino
- 1975 - Fernando Tatís, ex giocatore di baseball dominicano
- 1975 - Andreas Wels, tuffatore tedesco
- 1975 - Robert Westerholt, cantautore, chitarrista e compositore olandese
- 1976 - Dzmitryj Debelka, lottatore bielorusso († 2022)
- 1976 - Mustafa Doğan, ex calciatore turco
- 1976 - Jonathan Lemalu, basso-baritono neozelandese
- 1976 - Jesús Muñoz, allenatore di calcio e ex calciatore spagnolo
- 1976 - Lilith Saintcrow, scrittrice statunitense
- 1976 - Harue Sato, ex calciatrice giapponese
- 1976 - Kim Schraner, attrice canadese
- 1976 - Elisabetta Serrapica, pallavolista italiana
- 1976 - Mile Smodlaka, ex pallanuotista e allenatore di pallanuoto croato
- 1976 - Tank, cantante, compositore e produttore discografico statunitense
- 1976 - Viktorija Tokovaja, bobbista russa
- 1976 - Ivan Tomić, allenatore di calcio, dirigente sportivo e ex calciatore serbo
- 1976 - Marko Topić, ex calciatore bosniaco
- 1976 - Vitalic, disc jockey francese
- 1977 - Murphy Akanji, ex calciatore nigeriano
- 1977 - Jonas Andersson, copilota di rally svedese
- 1977 - Axel, cantante argentino
- 1977 - Naby Diarso, ex calciatore guineano
- 1977 - Eyal Erlich, ex tennista israeliano
- 1977 - Parisa Fitz-Henley, attrice e ex modella giamaicana
- 1977 - Leoš Friedl, allenatore di tennis e ex tennista ceco
- 1977 - Erika Lust, regista, produttrice cinematografica e scrittrice svedese
- 1977 - Anthony Hemingway, regista statunitense
- 1977 - Lucky Isibor, calciatore nigeriano († 2013)
- 1977 - Omer Joldić, ex calciatore bosniaco
- 1977 - Kim Jong-su, tiratore a segno nordcoreano
- 1977 - Denis Borisovič Kireev, banchiere e agente segreto ucraino († 2022)
- 1977 - Jacek Magiera, allenatore di calcio e ex calciatore polacco
- 1977 - Jamie Pace, ex calciatore maltese
- 1977 - Liván Pérez, ex calciatore cubano
- 1977 - Hasan Salihamidžić, dirigente sportivo e ex calciatore bosniaco
- 1977 - Shen Wei, artista e fotografo cinese
- 1977 - Sam Spruell, attore britannico
- 1977 - Jerry Yan, cantante e attore taiwanese
- 1977 - Dagnė Čiukšytė, scacchista lituana
- 1978 - Abdulsalam Al Gadabi, ex nuotatore yemenita
- 1978 - Leena Alam, attrice e attivista afghana
- 1978 - Vidya Balan, attrice indiana
- 1978 - Nina Bott, attrice e conduttrice televisiva tedesca
- 1978 - Yohann Diniz, marciatore francese
- 1978 - René Estrada, ex calciatore cubano
- 1978 - Polow da Don, produttore discografico e rapper statunitense
- 1978 - Agitu Ideo Gudeta, imprenditrice e ambientalista etiope († 2020)
- 1978 - Anca Heltne, pesista rumena
- 1978 - Philip Mulryne, religioso e ex calciatore nordirlandese
- 1978 - Paramahamsa Nithyananda, religioso e predicatore indiano
- 1978 - Urko Olazabal, attore e doppiatore spagnolo
- 1978 - Guma Mousa, calciatore libico
- 1978 - Xavier Samin, ex calciatore francese
- 1978 - Wagner Lago, ex calciatore brasiliano
- 1978 - Terri Tatchell, sceneggiatrice canadese
- 1978 - Nadia Terranova, scrittrice italiana
- 1979 - Francesca Amitrano, direttrice della fotografia italiana
- 1979 - Anna Ammirati, attrice italiana
- 1979 - Géla Babluani, regista georgiano
- 1979 - Francesco Corsini, ex pallavolista italiano
- 1979 - Eufrosina Cruz, attivista messicana
- 1979 - Brody Dalle, cantante e chitarrista australiana
- 1979 - Anders Danielsen Lie, attore norvegese
- 1979 - Kōichi Dōmoto, cantautore, personaggio televisivo e attore giapponese
- 1979 - Nico Evers-Swindell, attore neozelandese
- 1979 - Mercedes Funes, attrice argentina
- 1979 - Gisela, cantante spagnola
- 1979 - Gregory Alan Isakov, cantautore e musicista statunitense
- 1979 - Gift Kampamba, ex calciatore zambiano
- 1979 - Adil Kaouch, ex mezzofondista marocchino
- 1979 - Fadi el-Khatib, ex cestista libanese
- 1979 - Elias Ntaganda, ex calciatore ruandese
- 1979 - Arvīds Reķis, hockeista su ghiaccio lettone
- 1979 - Bahaeldin Rihan, calciatore sudanese
- 1979 - Mohamed Soliman, ex calciatore egiziano
- 1979 - Mario Turdó, ex calciatore argentino
- 1980 - Bombino, chitarrista e cantautore nigerino
- 1980 - Naidra Ayadi, attrice francese
- 1980 - Katarzyna Bachleda-Curuś, pattinatrice di velocità su ghiaccio polacca
- 1980 - Maggie Behle, sciatrice alpina statunitense
- 1980 - Lara Belmont, attrice inglese
- 1980 - Francesca Cassola, attrice e conduttrice radiofonica italiana
- 1980 - Sergejs Durdins, ex hockeista su ghiaccio e allenatore di hockey su ghiaccio lettone
- 1980 - Gareth Evans, regista, sceneggiatore e montatore britannico
- 1980 - Aaron Farrugia, politico maltese
- 1980 - Richie Faulkner, chitarrista britannico
- 1980 - Duangjai Hirunsri, attrice thailandese
- 1980 - Emmanuel Jal, rapper, attivista e attore sudsudanese
- 1980 - Mohamed Keita, ex calciatore guineano
- 1980 - Aleš Loprais, pilota di rally ceco
- 1980 - Andrei Mărgăritescu, ex calciatore rumeno
- 1980 - Yunior Naranjo, schermidore cubano
- 1980 - Mark Nichols, giocatore di curling canadese
- 1980 - Elin Nordegren, modella svedese
- 1980 - Jonner Pérez, schermidore venezuelano
- 1980 - Olivia Ruiz, cantante e attrice francese
- 1980 - Ancuța Stoenescu, cestista rumena
- 1980 - Mauro Sutto, politico italiano
- 1980 - Dybrill Sylla, ex calciatore maltese
- 1980 - Nikorima Te Miha, ex calciatore cookese
- 1981 - Yacine Abdessadki, ex calciatore marocchino
- 1981 - Sedonoude Abouta, ex calciatore maliano
- 1981 - Moustapha Agnidé, ex calciatore beninese
- 1981 - Jonas Armstrong, attore irlandese
- 1981 - Zsolt Baumgartner, ex pilota automobilistico ungherese
- 1981 - Lindsay Campbell, schermitrice statunitense
- 1981 - Saleh Farhan, ex calciatore bahreinita
- 1981 - Björn Hodestål, bassista italiano
- 1981 - Sean Howson, ex calciatore montserratiano
- 1981 - Berat Jusufi, calciatore norvegese
- 1981 - Naughty Boy, disc jockey, produttore discografico e musicista britannico
- 1981 - Vasile Maftei, ex calciatore rumeno
- 1981 - Aleksandr Martynov, politico moldavo
- 1981 - Óscar Miñambres, ex calciatore spagnolo
- 1981 - Winfred Omwakwe, modella keniota
- 1981 - Mladen Petrić, ex calciatore croato
- 1981 - Song Ji-hyo, attrice, conduttrice televisiva e ex modella sudcoreana
- 1981 - Anna-Karin Strömstedt, ex sciatrice nordica svedese
- 1981 - Ernest van der Kwast, scrittore olandese
- 1982 - Benoît Angbwa, ex calciatore camerunese
- 1982 - Egidio Arévalo, ex calciatore uruguaiano
- 1982 - Aboubacar Bangoura, ex calciatore guineano
- 1982 - Ivan Bošković, allenatore di calcio e ex calciatore montenegrino
- 1982 - Luckenson Chéry, ex calciatore haitiano
- 1982 - Giulia Crestani, ex cestista italiana
- 1982 - Aylin Daşdelen, ex sollevatrice turca
- 1982 - Florina Diaconu, cestista rumena
- 1982 - Jürg Egger, bobbista svizzero
- 1982 - Hüseyin Kartal, ex calciatore turco
- 1982 - Radosław Matusiak, ex calciatore polacco
- 1982 - Hugo Moutinho, ex calciatore portoghese
- 1982 - David Nalbandian, allenatore di tennis, pilota di rally e ex tennista argentino
- 1982 - Sebastián Pardo, ex calciatore cileno
- 1982 - João Carlos Pinto Chaves, ex calciatore brasiliano
- 1982 - Raeto Raffainer, dirigente sportivo e ex hockeista su ghiaccio svizzero
- 1982 - Luke Rodgers, ex calciatore britannico
- 1982 - Adilson Tibes Granemann, ex calciatore brasiliano
- 1983 - Abel Afeworki, ex calciatore eritreo
- 1983 - Shakun Batra, regista e sceneggiatore indiano
- 1983 - Khalid Chaouki, politico italiano
- 1983 - Shou Zi Chew, imprenditore e dirigente d'azienda singaporiano
- 1983 - Corinne Coman, modella francese
- 1983 - Alex Cordaz, ex calciatore italiano
- 1983 - Calum Davenport, calciatore inglese
- 1983 - Dana DeLorenzo, attrice e conduttrice radiofonica statunitense
- 1983 - Ángel Dealbert, ex calciatore spagnolo
- 1983 - İlhan Eker, ex calciatore turco
- 1983 - Domenico Furgiuele, politico italiano
- 1983 - Daniel Jarque, calciatore spagnolo († 2009)
- 1983 - Luka Kanda, ex maratoneta keniota
- 1983 - Iotua Kautai, calciatore francese
- 1983 - Park Sung-hyun, arciera sudcoreana
- 1983 - Valentina Peleggi, direttrice d'orchestra italiana
- 1983 - José Verdú, ex calciatore spagnolo
- 1983 - Vojislav Vranjković, ex calciatore serbo
- 1983 - Mohd Fadzli Saari, ex calciatore malese
- 1984 - Mohamed Yacoub Bâ, ex calciatore mauritano
- 1984 - Malick Badiane, ex cestista senegalese
- 1984 - Sayali Bhagat, modella e attrice indiana
- 1984 - Sallieu Bundu, ex calciatore sierraleonese
- 1984 - Daniel Coleman, ex calciatore ghanese
- 1984 - Franco Dolci, ex calciatore argentino
- 1984 - Christian Eigler, ex calciatore tedesco
- 1984 - Mohamad Ghaddar, ex calciatore libanese
- 1984 - Paolo Guerrero, calciatore peruviano
- 1984 - Rafa Jordà, ex calciatore spagnolo
- 1984 - Amara Karan, attrice inglese
- 1984 - Vol'ha Kaval'kova, attivista bielorussa
- 1984 - Kim Hyung-bum, ex calciatore sudcoreano
- 1984 - Eugenio Morrone, pasticcere italiano
- 1984 - Daniel Mwangi, maratoneta keniota
- 1984 - Giovanny Romero, ex calciatore venezuelano
- 1984 - Jaysuma Saidy Ndure, ex velocista gambiano
- 1984 - Rubens Sambueza, allenatore di calcio e ex calciatore argentino
- 1984 - Fernando San Emeterio, ex cestista e allenatore di pallacanestro spagnolo
- 1984 - Kerem Şeras, allenatore di calcio e ex calciatore turco
- 1984 - Chad Timberlake, allenatore di pallacanestro e ex cestista statunitense
- 1984 - Saša Zagorac, ex cestista sloveno
- 1985 - Mohamed Abukar, ex cestista statunitense
- 1985 - Jesper Arvidsson, ex calciatore svedese
- 1985 - Fahed Attal, ex calciatore palestinese
- 1985 - Marco Barros, hockeista su pista portoghese
- 1985 - Rafael Bastos, ex calciatore brasiliano
- 1985 - Jannis Bäcker, bobbista tedesco
- 1985 - Ibrahima Camara, ex calciatore sierraleonese
- 1985 - Jeff Carter, hockeista su ghiaccio canadese
- 1985 - José Catalá, ex calciatore spagnolo
- 1985 - Miad Nour Charmake, calciatore gibutiano
- 1985 - Dwayne Cowan, velocista britannico
- 1985 - Steven Davis, allenatore di calcio e ex calciatore nordirlandese
- 1985 - Abass Cheikh Dieng, ex calciatore senegalese
- 1985 - Burhan Eşer, allenatore di calcio e ex calciatore turco
- 1985 - Romina Falconi, cantautrice italiana
- 1985 - Oscar Gatto, ex ciclista su strada italiano
- 1985 - Juliana Harkavy, attrice statunitense
- 1985 - Eyjólfur Héðinsson, calciatore islandese
- 1985 - Lopez Lomong, mezzofondista statunitense
- 1985 - Cathrine Meisingset, ex sciatrice alpina norvegese
- 1985 - Luis Miguel Rodríguez, calciatore argentino
- 1985 - Bastien Sicot, schermidore francese
- 1985 - Tiago Splitter, allenatore di pallacanestro e ex cestista brasiliano
- 1985 - Stephen Tulloch, ex giocatore di football americano statunitense
- 1985 - Matt Watson, ex calciatore inglese
- 1985 - Đoàn Việt Cường, calciatore vietnamita
- 1986 - Wahid Al Khyat, calciatore yemenita
- 1986 - Viktorija Amelina, scrittrice, attivista e poetessa ucraina († 2023)
- 1986 - Ramses Barden, giocatore di football americano statunitense
- 1986 - Brando Benifei, politico italiano
- 1986 - Marat Bikmayev, ex calciatore uzbeko
- 1986 - Anna Brewster, attrice e modella britannica
- 1986 - Pablo Cuevas, ex tennista uruguaiano
- 1986 - Glen Davis, ex cestista statunitense
- 1986 - Lamine Diarrassouba, ex calciatore ivoriano
- 1986 - Mayra Flores, politica statunitense
- 1986 - Jessica Gunning, attrice britannica
- 1986 - Louis-Pierre Hélie, ex sciatore alpino e ex sciatore freestyle canadese
- 1986 - Dmitrij Japarov, fondista russo
- 1986 - Lee Sung-min, attore, artista marziale e cantante sudcoreano
- 1986 - Lu Yong, sollevatore cinese
- 1986 - Ally Maki, attrice statunitense
- 1986 - Colin Morgan, attore britannico
- 1986 - Saara Niemi, hockeista su ghiaccio finlandese
- 1986 - Davies Nkausu, ex calciatore zambiano
- 1986 - Ahmed Shedid, calciatore egiziano
- 1986 - Jean-Philippe Sol, pallavolista francese
- 1986 - Serges Wawa, calciatore ivoriano
- 1986 - Martin Woods, calciatore scozzese
- 1987 - Abdullah Al-Buraiki, calciatore kuwaitiano
- 1987 - Ben Alnwick, ex calciatore inglese
- 1987 - Can Altıntığ, cestista turco
- 1987 - Nino Batsiashvili, scacchista georgiana
- 1987 - Julie Bordeau, ex sciatrice alpina francese
- 1987 - Will Brandenburg, ex sciatore alpino statunitense
- 1987 - Gia Coppola, regista, sceneggiatrice e attrice statunitense
- 1987 - Meryl Davis, ex danzatrice su ghiaccio statunitense
- 1987 - Henry Dugat, cestista statunitense
- 1987 - Nana Dzagnidze, scacchista georgiana
- 1987 - Pape Omar Faye, ex calciatore senegalese
- 1987 - Happy Jele, ex calciatore sudafricano
- 1987 - Ergin Keleş, ex calciatore turco
- 1987 - Willie Kemp, ex cestista statunitense
- 1987 - DJane HouseKat, cantante e disc jockey tedesca
- 1987 - Khamis Leyano, calciatore sudsudanese
- 1987 - Igor' Lysyj, scacchista russo
- 1987 - Abdullah Omar, calciatore ciadiano
- 1987 - Serdar Özkan, ex calciatore turco
- 1987 - Cassandra Patten, nuotatrice britannica
- 1987 - Öznur Serçeler, attrice e doppiatrice turca
- 1988 - Víctor Ayala, calciatore paraguaiano
- 1988 - Christina Bauer, pallavolista francese
- 1988 - Zach Clayton, ex giocatore di football americano statunitense
- 1988 - Dallas Keuchel, giocatore di baseball statunitense
- 1988 - Zouheir Dhaouadi, ex calciatore tunisino
- 1988 - Mohamed El-Gabbas, calciatore egiziano
- 1988 - Alija Garaeva, ex ginnasta russa
- 1988 - Marcel Gecov, ex calciatore ceco
- 1988 - Saori Hara, attrice, attrice pornografica e cantante giapponese
- 1988 - Tjipekapora Herunga, velocista namibiana
- 1988 - Moussa Hirir, calciatore gibutiano
- 1988 - Alex Howes, ex ciclista su strada statunitense
- 1988 - Ahmet İlhan Özek, calciatore turco
- 1988 - Ghazala Javed, cantante pakistana († 2012)
- 1988 - Kadir Keleş, calciatore turco
- 1988 - Cristian Martínez Borja, calciatore colombiano
- 1988 - Kenrick Monk, ex nuotatore australiano
- 1988 - Julija Mordovec, modella ucraina
- 1988 - Nélson Barbosa Conceição, calciatore brasiliano
- 1988 - Nemanja Nikolić, ex calciatore montenegrino
- 1988 - Tañat Nöserbayev, ex calciatore kazako
- 1988 - Onur Kıvrak, ex calciatore turco
- 1988 - D'Aundre Reed, ex giocatore di football americano statunitense
- 1988 - Janne Ryynänen, ex combinatista nordico finlandese
- 1988 - Romain Sicard, ex ciclista su strada e pistard francese
- 1988 - Lasse Staw, ex calciatore norvegese
- 1988 - Assimiou Touré, ex calciatore togolese
- 1988 - Fernando Uribe, calciatore colombiano
- 1988 - Kendall Waston, calciatore costaricano
- 1988 - Toea Wisil, velocista papuana
- 1988 - Anıl Çelik, attore e produttore cinematografico turco
- 1989 - Faisal Aden, ex cestista somalo
- 1989 - Fatih Avan, giavellottista turco
- 1989 - Joseph Barksdale, giocatore di football americano statunitense
- 1989 - David Barmasai, maratoneta keniota
- 1989 - Joey Batey, attore e musicista britannico
- 1989 - Essaïd Belkalem, ex calciatore algerino
- 1989 - Zoe Boyle, attrice britannica
- 1989 - Natalie Dianová, pentatleta ceca
- 1989 - Felix Drahotta, canottiere tedesco
- 1989 - Matija Dvorneković, ex calciatore croato
- 1989 - Jon Flanagan, ex calciatore inglese
- 1989 - Gaby Jallo, ex calciatore siriano
- 1989 - Manuel Kramer, sciatore di velocità e ex sciatore alpino austriaco
- 1989 - Kostjantyn Machnovs'kyj, ex calciatore ucraino
- 1989 - Ioana Nemțanu, pallavolista rumena
- 1989 - Adam Okruashvili, judoka georgiano
- 1989 - Žiga Pance, hockeista su ghiaccio sloveno
- 1989 - Stefan Reinartz, ex calciatore tedesco
- 1989 - Roniit, cantautrice e produttrice discografica statunitense
- 1989 - Sabah Şəriəti, lottatore azero
- 1989 - Andrew Simpson, attore britannico
- 1989 - Dejan Školnik, ex calciatore sloveno
- 1989 - Nadjib Temmar, judoka algerino
- 1989 - Idan Vered, calciatore israeliano
- 1989 - Edita Vilkevičiūtė, modella lituana
- 1990 - Anastasios Aulōnitīs, calciatore greco
- 1990 - Itzhak Cohen, ex calciatore israeliano
- 1990 - Julia Glushko, ex tennista israeliana
- 1990 - Luciano González, cestista argentino
- 1990 - Zaviar Gooden, giocatore di football americano statunitense
- 1990 - Kelby Halbert, ex sciatore alpino canadese
- 1990 - Trumaine Johnson, giocatore di football americano statunitense
- 1990 - Ruslan Kambolov, ex calciatore russo
- 1990 - Fazlı Kocabaş, calciatore belga
- 1990 - Antons Kurakins, calciatore lettone
- 1990 - Serkan Kurtuluş, ex calciatore turco
- 1990 - John Lineker, artista marziale misto brasiliano
- 1990 - Atak Lual, calciatore sudsudanese
- 1990 - Ahmad Madania, calciatore siriano
- 1990 - Ali Maâloul, calciatore tunisino
- 1990 - Mohamed Mrabet, canoista tunisino
- 1990 - Kofs, rapper, cantante e attore francese
- 1990 - Jordi Pablo, ex calciatore spagnolo
- 1990 - Debora Sbei, pattinatrice artistica a rotelle italiana
- 1990 - Juan Sánchez Miño, ex calciatore argentino
- 1990 - Lenur Temirov, lottatore ucraino
- 1990 - Yann Thimon, calciatore francese
- 1990 - Cato Van Ee, modella olandese
- 1990 - Manuel Wieser, ex sciatore alpino austriaco
- 1990 - Savaş Yılmaz, calciatore turco
- 1990 - Marina Zambelli, pallavolista italiana
- 1990 - Roberto de Jesus Machado, calciatore brasiliano
- 1990 - Gøran van den Burgt, ex calciatore norvegese
- 1991 - Hamza Abdo, ex nuotatore palestinese
- 1991 - Abdoulaye Ba, calciatore senegalese
- 1991 - Peter Burling, velista neozelandese
- 1991 - Pedro Costa Ferreira, calciatore portoghese
- 1991 - Moisé Curia, attore italiano
- 1991 - Mark L. Young, attore statunitense
- 1991 - Hendrick Ekstein, calciatore sudafricano
- 1991 - Sopiko Guramishvili, scacchista georgiana
- 1991 - Eusebio Haliti, ostacolista e velocista italiano
- 1991 - Iswandi, velocista indonesiano
- 1991 - Luca Leonardi, ex nuotatore italiano
- 1991 - Anastasija Mochnjuk, multiplista ucraina
- 1991 - Soslan Ramonov, lottatore russo
- 1991 - Glen Rice, cestista statunitense
- 1991 - Edivândio, ex calciatore capoverdiano
- 1991 - Franco Signorelli, calciatore venezuelano
- 1991 - Sim Hyon-jin, calciatore nordcoreano
- 1991 - Darius Slay, giocatore di football americano statunitense
- 1991 - Guillermo Sotelo, calciatore argentino
- 1991 - Xavier Su'a-Filo, giocatore di football americano statunitense
- 1991 - Hugo Vera Oviedo, calciatore paraguaiano
- 1991 - Ethan White, ex calciatore statunitense
- 1992 - Salem Al-Omzae, calciatore yemenita
- 1992 - Jerwin Ancajas, pugile filippino
- 1992 - Iván Balliu, calciatore spagnolo
- 1992 - René Binder, pilota automobilistico austriaco
- 1992 - Alaya Brigui, ex calciatore tunisino
- 1992 - Shane Duffy, calciatore nordirlandese
- 1992 - Basem Morsi, calciatore egiziano
- 1992 - Sofyan El-Gadi, nuotatore libico
- 1992 - Dirkir Glay, calciatore liberiano
- 1992 - He Kexin, ex ginnasta cinese
- 1992 - Allan Kimbaloula, calciatore francese
- 1992 - Salvatore Molina, calciatore italiano
- 1992 - Spyros Motsenigos, cestista greco
- 1992 - Nassar Nassar, calciatore libanese
- 1992 - Jaroslav Navrátil, calciatore ceco
- 1992 - Lucas Piovi, calciatore argentino
- 1992 - Dina Pouryounes Langeroudi, taekwondoka olandese
- 1992 - Giōrgos Saramantas, calciatore greco
- 1992 - Scott Siwicki, pallavolista statunitense
- 1992 - Doğukan Sönmez, cestista turco
- 1992 - Charles Traoré, calciatore francese
- 1992 - Jack Wilshere, allenatore di calcio e ex calciatore inglese
- 1993 - Emadeldin Abdellatif, tuffatore egiziano
- 1993 - De'Vondre Campbell, giocatore di football americano statunitense
- 1993 - Abdoulaye Doucouré, calciatore francese
- 1993 - Maduabuchi Ejike, ex calciatore nigeriano
- 1993 - Seray Ercan, attrice teatrale turca
- 1993 - Hazar Ergüçlü, attrice turca
- 1993 - Luca Gianinazzi, allenatore di hockey su ghiaccio e ex hockeista su ghiaccio svizzero
- 1993 - Marcus Gilbert, cestista statunitense
- 1993 - Sifan Hassan, mezzofondista etiope
- 1993 - Tyler Higbee, giocatore di football americano statunitense
- 1993 - Juan Jaime, calciatore argentino
- 1993 - Hussein Jwayed, calciatore siriano
- 1993 - Rose Lokonyen, mezzofondista sudsudanese
- 1993 - Larry Nance, cestista statunitense
- 1993 - Axel Ngando, calciatore francese
- 1993 - Michael Olaitan, ex calciatore nigeriano
- 1993 - Mihajilo Popović, calciatore serbo
- 1993 - Sumit Sangwan, pugile indiano
- 1993 - Mario Gentil Silva, taekwondoka portoghese
- 1993 - Artemis Spanou, cestista greca
- 1993 - Hérica Tibúrcio, artista marziale mista brasiliana
- 1993 - Oğuz Yılmaz, calciatore turco
- 1993 - Awad Zaid, calciatore sudanese
- 1993 - Sadık Çiftpınar, calciatore turco
- 1993 - Dominika Čonč, calciatrice slovena
- 1993 - Hatice Kübra İlgün, taekwondoka turca
- 1994 - Beatrice Agrifoglio, pallavolista italiana
- 1994 - Samsom Amare, mezzofondista e maratoneta eritreo
- 1994 - Saif Terry, calciatore sudanese
- 1994 - Patrycja Balcerzak, calciatrice e allenatrice di calcio polacca
- 1994 - Benjamin Cavet, sciatore freestyle britannico
- 1994 - Jay Chapman, calciatore canadese
- 1994 - Idé Colubali, calciatore guineense
- 1994 - Sunday Dech, cestista sudsudanese
- 1994 - Hamdy Fathy, calciatore egiziano
- 1994 - Sarah Gillis, ingegnere statunitense
- 1994 - Sheyla Gutiérrez, ciclista su strada spagnola
- 1994 - Abdoul Aziz Kaboré, calciatore burkinabé
- 1994 - Filip Kaša, calciatore ceco
- 1994 - Aristide Landi, cestista italiano
- 1994 - Borja Lasso, ex calciatore spagnolo
- 1994 - Lu Ning, giocatore di snooker cinese
- 1994 - Mohamed Al Rashed, calciatore sudanese
- 1994 - Giōrgos Masouras, calciatore greco
- 1994 - Ivan Naccari, kickboxer italiano
- 1994 - Mamadou Niang, cestista senegalese
- 1994 - Romina Núñez, calciatrice argentina
- 1994 - Abrar Osman, mezzofondista eritreo
- 1994 - Mohammed Osman, calciatore olandese
- 1994 - Lautaro Parisi, calciatore argentino
- 1994 - Jack Rovello, attore statunitense
- 1994 - Luna Solomon, tiratrice a segno eritrea
- 1994 - Issiaga Sylla, calciatore guineano
- 1994 - Yonas Tsighe, mezzofondista eritreo
- 1994 - Daiquan Walker, ex cestista statunitense
- 1995 - Abdulfattah Adam, calciatore saudita
- 1995 - Muhammet Akdeniz, lottatore turco
- 1995 - Gökhan Akkan, calciatore turco
- 1995 - Onur Atasayar, calciatore turco
- 1995 - Viulen Ayvazyan, ex calciatore armeno
- 1995 - Sardar Azmoun, calciatore iraniano
- 1995 - Juri Biordi, calciatore sammarinese
- 1995 - Stunna 4 Vegas, rapper statunitense
- 1995 - Gaia Giacomoli, ex rugbista a 15 italiana
- 1995 - Shimeket Gugesa, calciatore etiope
- 1995 - Florijana Ismaili, calciatrice svizzera († 2019)
- 1995 - Anjelina Lohalith, mezzofondista sudsudanese
- 1995 - Daniel Londoño, calciatore colombiano
- 1995 - Mitchel Malyk, slittinista canadese
- 1995 - Adamou Moussa, calciatore nigerino
- 1995 - Zelfy Nazary, calciatore afghano
- 1995 - Poppy, cantante, attrice e ballerina statunitense
- 1995 - Bryan Róchez, calciatore honduregno
- 1995 - Dario Verani, nuotatore italiano
- 1995 - Lauri Vuorinen, fondista finlandese
- 1995 - Tomos Williams, rugbista a 15 britannico
- 1995 - Rahman Çağıran, calciatore turco
- 1995 - Beykan Şimşek, calciatore turco
- 1996 - Ala Addin Mahdi, calciatore yemenita
- 1996 - Joseph Areruya, ex ciclista su strada ruandese
- 1996 - Ahmed Ashkar, calciatore siriano
- 1996 - Amadou Bakayoko, calciatore sierraleonese
- 1996 - Yaya Banhoro, calciatore burkinabé
- 1996 - Fiorella Chiappe, ostacolista e multiplista argentina
- 1996 - Mahmoud Dahoud, calciatore tedesco
- 1996 - Pape Diop, cestista senegalese
- 1996 - Issa Djibrilla, calciatore nigerino
- 1996 - Marius Funk, calciatore tedesco
- 1996 - Runa Greiner, attrice tedesca
- 1996 - Rigbe Habteslasie Tesfamariam, mezzofondista eritrea
- 1996 - Andreas Pereira, calciatore belga
- 1996 - Mathias Jensen, calciatore danese
- 1996 - Dawid Kwiatkowski, cantante e personaggio televisivo polacco
- 1996 - Brighton Labeau, calciatore francese
- 1996 - Habib Maïga, calciatore ivoriano
- 1996 - Atomu Mizuishi, attore giapponese
- 1996 - Ernest Ohemeng, calciatore ghanese
- 1996 - Ibrahima Sory Sankhon, calciatore guineano
- 1996 - Yasir Subaşı, calciatore turco
- 1996 - Michail Šybun, calciatore bielorusso
- 1997 - Víctor Arboleda, calciatore colombiano
- 1997 - Chidozie Awaziem, calciatore nigeriano
- 1997 - Matt Orr, calciatore hongkonghese
- 1997 - Nathaniel Coleman, arrampicatore statunitense
- 1997 - Kouadio-Yves Dabila, calciatore ivoriano
- 1997 - Chloé Dygert, ciclista su strada e pistard statunitense
- 1997 - Fazlı Eryılmaz, lottatore turco
- 1997 - Rumeysa Gelgi, avvocata turca
- 1997 - Deng Geu, cestista ugandese
- 1997 - Abdalelah Haroun, velocista qatariota († 2021)
- 1997 - Oliver Helander, giavellottista finlandese
- 1997 - Mohamed Ismail Ibrahim, mezzofondista gibutiano
- 1997 - Noah Kahan, cantautore statunitense
- 1997 - Gonzalo Montiel, calciatore argentino
- 1997 - Dominique Savio Nshuti, calciatore ruandese
- 1997 - Facundo Quintana, calciatore argentino
- 1997 - Sergej Serčenkov, calciatore russo
- 1997 - Lancinet Sidibe, calciatore guineano
- 1997 - Myles Stephens, cestista statunitense
- 1997 - İbrahim Tığcı, lottatore turco
- 1997 - Adrián Ugarriza, calciatore peruviano
- 1997 - Kezang Wangdi, calciatore bhutanese
- 1997 - Yang Chun-Han, velocista taiwanese
- 1997 - Julian Zenger, pallavolista tedesco
- 1997 - Mert Çetin, calciatore turco
- 1998 - Sara Ahmed, sollevatrice egiziana
- 1998 - Axel Auriant, attore e musicista francese
- 1998 - Sunil Bal, calciatore nepalese
- 1998 - Mariam Bolkvadze, tennista georgiana
- 1998 - Cristina Bucșa, tennista moldava
- 1998 - Edwuin Cetré, calciatore colombiano
- 1998 - Mirlind Daku, calciatore kosovaro
- 1998 - Tachlowini Gabriyesos, maratoneta eritreo
- 1998 - Marta García, mezzofondista spagnola
- 1998 - Nicole Good, sciatrice alpina svizzera
- 1998 - Noah Horchler, cestista statunitense
- 1998 - Mustaf Khalib Hussein, calciatore somalo
- 1998 - Giovanni Izzo, nuotatore italiano
- 1998 - Cassandra Korhonen, calciatrice svedese
- 1998 - Milan Kvocera, calciatore slovacco
- 1998 - Kevin Layne, calciatore guyanese
- 1998 - Lee Sang-min, calciatore sudcoreano
- 1998 - Mohammed Rageh, mezzofondista yemenita
- 1998 - Matur Maker, cestista australiano
- 1998 - Ali Mansour, cestista libanese
- 1998 - Enock Mwepu, allenatore di calcio e ex calciatore zambiano
- 1998 - Marija Nemčinova, nuotatrice artistica russa
- 1998 - Frank Onyeka, calciatore nigeriano
- 1998 - Pavel Paŭljučėnka, calciatore bielorusso
- 1998 - Stefano Raimondi, nuotatore italiano
- 1998 - Lara Robinson, attrice australiana
- 1998 - Muhammad Shaban, calciatore ugandese
- 1998 - Nicklas Shipnoski, calciatore tedesco
- 1998 - Hüseyin Türkmen, calciatore turco
- 1998 - Ahmet Uyar, lottatore turco
- 1998 - Ant Wan, rapper svedese
- 1998 - Celil Yüksel, calciatore turco
- 1998 - Martijn van Eijzeren, attore, regista e musicista olandese
- 1999 - Ishag Adam, calciatore sudanese
- 1999 - Feyzullah Aktürk, lottatore turco
- 1999 - Hugo Andersson, calciatore svedese
- 1999 - Tatiana Andreoli, arciera italiana
- 1999 - Tomás Chancalay, calciatore argentino
- 1999 - Lumbardh Dellova, calciatore kosovaro
- 1999 - Trenton Gill, giocatore di football americano statunitense
- 1999 - Benjamin Goller, calciatore tedesco
- 1999 - Jojea Kwizera, calciatore ruandese
- 1999 - Emmanuel Latte Lath, calciatore ivoriano
- 1999 - Fotinì Peluso, attrice italiana
- 1999 - Jalen Reagor, giocatore di football americano statunitense
- 1999 - Gianluca Scamacca, calciatore italiano
- 1999 - Jonathan Sowah, calciatore ghanese
- 1999 - Diamond White, attrice, cantante e doppiatrice statunitense
- 2000 - Ekaterina Aleksandrovskaja, pattinatrice artistica su ghiaccio russa († 2020)
- 2000 - Oussama Ali, calciatore norvegese
- 2000 - Kilian Binapfl, cestista tedesco
- 2000 - Kobe Brown, cestista statunitense
- 2000 - Rasmus Carstensen, calciatore danese
- 2000 - Ice Spice, rapper statunitense
- 2000 - Aleksandra Gryka, pallavolista polacca
- 2000 - Nicolas Kühn, calciatore tedesco
- 2000 - Glenn Middleton, calciatore scozzese
- 2000 - Aleksej Mironov, calciatore russo
- 2000 - Roscello Vlijter, calciatore surinamese
- 2000 - Boško Šutalo, calciatore croato

## XXI secolo(57)
- 2001 - Osama Faisal, calciatore egiziano
- 2001 - Meltem Akçöl, attrice turca
- 2001 - Kairou Amoustapha, calciatore nigerino
- 2001 - Əşrəf Aşirov, lottatore azero
- 2001 - Tobias Buck-Gramcko, pistard e ciclista su strada tedesco
- 2001 - Cakal, rapper turco
- 2001 - Ersin Destanoğlu, calciatore turco
- 2001 - Ahmed Eid, calciatore egiziano
- 2001 - Muhammed Gümüşkaya, calciatore turco
- 2001 - Yasser Larouci, calciatore algerino
- 2001 - Conor Noß, calciatore irlandese
- 2001 - Júnior Paredes, calciatore venezuelano
- 2001 - Angourie Rice, attrice australiana
- 2001 - Randolph Ross, velocista statunitense
- 2001 - Gianluigi Sueva, calciatore italiano
- 2001 - Ömercan İlyasoğlu, cestista turco
- 2002 - Simon Adingra, calciatore ivoriano
- 2002 - Rahim Alhassane, calciatore nigerino
- 2002 - Alaa Bellaarouch, calciatore marocchino
- 2002 - Tusse, cantante della Repubblica Democratica del Congo
- 2002 - Riku Handa, calciatore giapponese
- 2002 - Bernard Kamungo, calciatore tanzaniano
- 2002 - Aleksandr Kutickij, calciatore russo
- 2002 - Alireza Mohmadi, lottatore iraniano
- 2002 - Zulkifilu Rabiu, calciatore nigeriano
- 2002 - Yacouba Silue, calciatore ivoriano
- 2002 - Santeri Väänänen, calciatore finlandese
- 2003 - Bartol Barišić, calciatore croato
- 2003 - Gian Franco Cabezas, calciatore colombiano
- 2003 - Rafiu Durosinmi, calciatore nigeriano
- 2003 - Hannah Eurlings, calciatrice belga
- 2003 - Fan Jun, sincronetta cinese
- 2003 - Emre Mutlu, lottatore turco
- 2003 - Perina Lokure Nakang, mezzofondista sudsudanese
- 2003 - Jason Schmidt, attore e cantautore statunitense
- 2003 - Giada Tomaselli, saltatrice con gli sci italiana
- 2003 - Dar'ja Trubnikova, ginnasta russa
- 2003 - Rodrigo Varanda, calciatore brasiliano
- 2004 - Lamine Camara, calciatore senegalese
- 2004 - Cheick Mamadou Diabaté, calciatore ivoriano
- 2004 - Giovani Henrique Amorim da Silva, calciatore brasiliano
- 2004 - Uroš Kabić, calciatore serbo
- 2004 - Román Vega, calciatore argentino
- 2005 - Pauline Patz, slittinista tedesca
- 2005 - Lola Radivojević, tennista serba
- 2005 - Alzain Tareq, nuotatrice bahreinita
- 2005 - Merve Tuncel, nuotatrice turca
- 2006 - Ousmane Camara, calciatore burkinabé
- 2006 - Shae O'Brien, sciatrice alpina canadese
- 2006 - Luna Paiano, attrice svizzera
- 2006 - Tobias Slotsager, calciatore danese
- 2007 - Bruno Arady, calciatore uruguaiano
- 2007 - Marius Courcoul, calciatore francese
- 2007 - Mari Fukada, snowboarder giapponese
- 2007 - Adrian Przyborek, calciatore polacco
- 2007 - Ian Subiabre, calciatore argentino
- 2009 - Salvatore Iacovelli, pallanuotista italiano

## Senza anno specificato(3)
- Margaret Beauchamp di Bletso, nobile inglese († 1482)
- Papa Gregorio XIII, papa, vescovo cattolico e cardinale italiano († 1585)
- Squanto, nativo americano († 1622)